# St. Hedwig (Bielefeld)

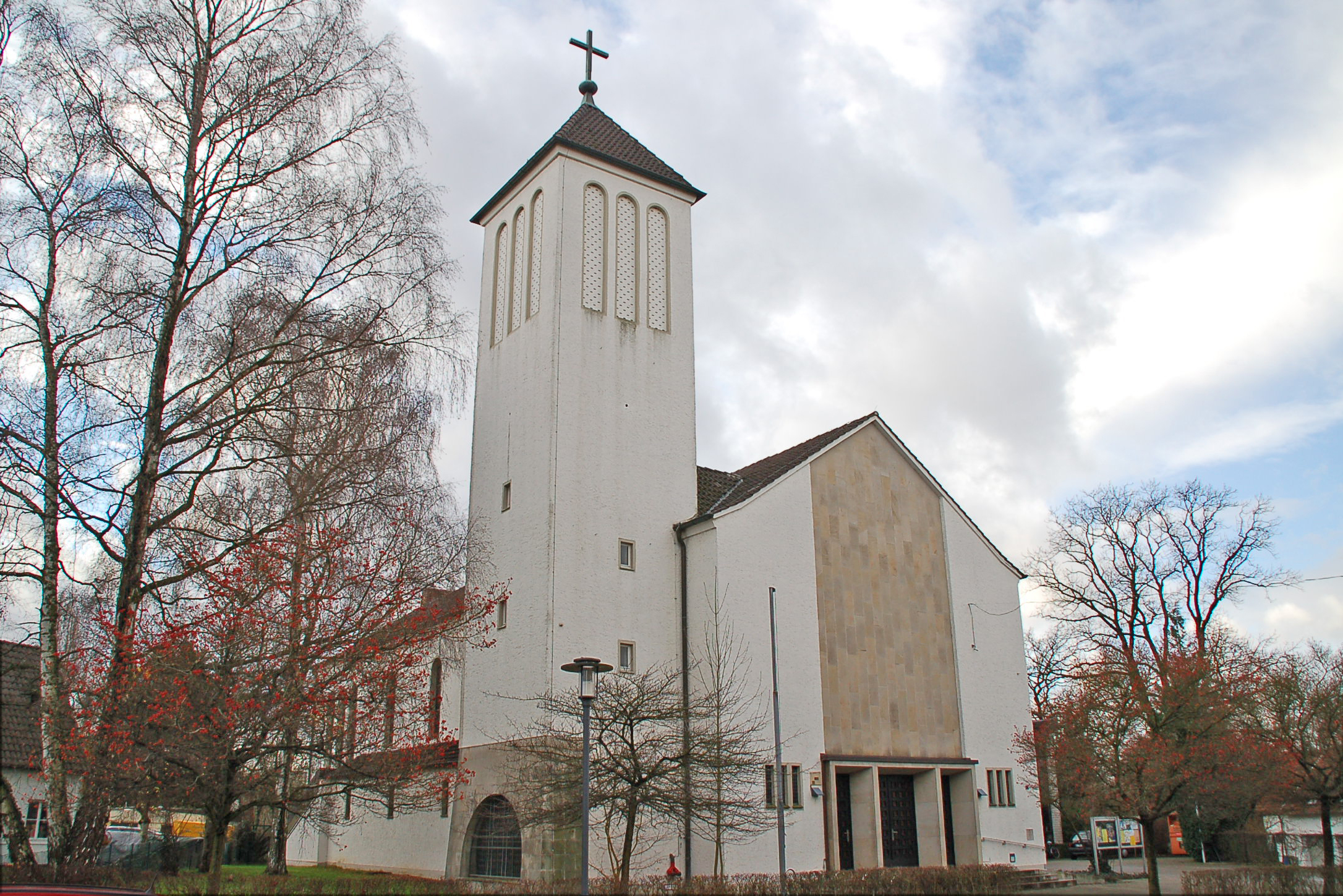
St. Hedwig in Bielefeld-Heepen

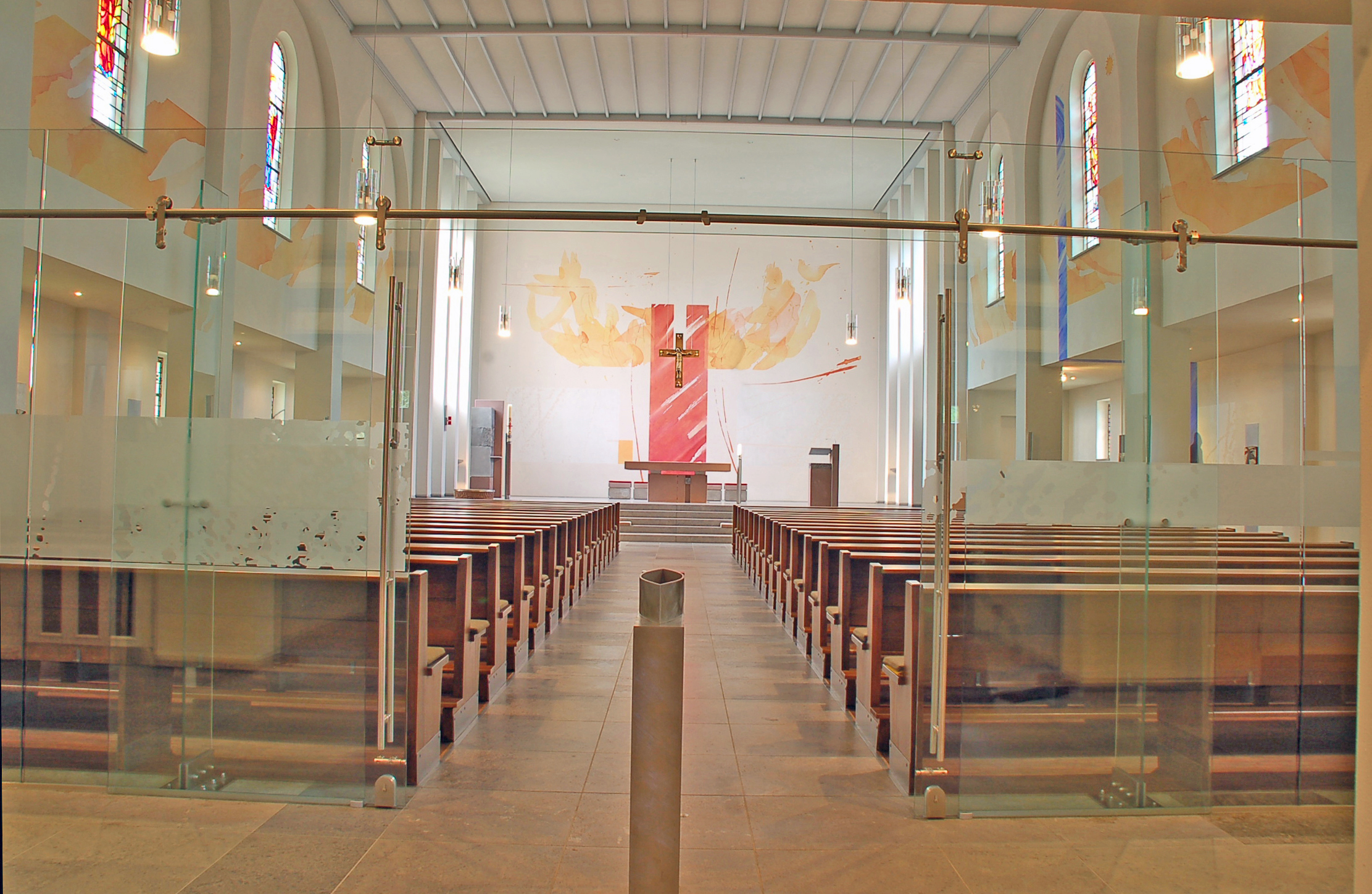
Innenansicht der 2003 renovierten Kirche

St. Hedwig ist eine römisch-katholische Pfarrkirche in Bielefeld-Heepen, Nordrhein-Westfalen. Kirche und Gemeinde gehören zum Pastoralverbund Bielefeld-Ost im Dekanat Bielefeld-Lippe des Erzbistums Paderborn.

## Lage und Gemeindegebiet
Die Kirche St. Hedwig befindet sich an der Hillegosser Straße im Ortszentrum von Heepen. Zum Einzugsgebiet gehören die Orte Heepen, Altenhagen, Brönninghausen und Oldentrup. Die Gesamteinwohnerzahl dieser Orte beträgt 23.012, davon gehören 3551 Katholiken der Kirchengemeinde an (Stand 2010; Steigende Tendenz, da dies ein Zuzugsgebiet ist).

## Geschichte

### Urkirche (1000–1536)
Der Frankenkönig Karl der Große hatte um 800 in den Sachsenkriegen die Lehren des Christentums bis in die letzten Winkel der sächsischen Gebiete hereingetragen. Das Gebiet der Missions- und Urkirchpfarre wurde im 9. Jhd. von Oerlinghausen aus seelsorglich betreut. Die ersten Kirchen wurden gebaut. Anfänge der Kirche in Heepen liegen zwischen 800 und 1000 nach Christus. Vermutet wird nach der Zeit der Urpfarre zunächst eine Holzkirche, die als Tauf- und Missionsstation diente. Die Peter-und-Pauls-Kirche scheint um 1000 von Bischof Meinwerk gebaut worden zu sein. Es war ein romanischer Steinbau, das Gotteshaus war einschiffig mit Westturm, Querarmen und Apsis(Gewölbe) ausgestattet. Das Vorwerk in Heepen zum Haupthof Gut Niederbarkhausen hatte Bischof Meinwerk 1036 dem Stift Busdorf übertragen. Heepen zählt zu den ältesten Pfarreien des Bistums Paderborn und neben Schildesche zu den Urpfarreien im Ravensberger Land.
Die Kirche St. Peter wird 1236 als Mutterkirche von Bielefeld erwähnt, als die Kapelle in Bielefeld Pfarrrechte und der Pfarrer von Heepen dafür jährlich zu Allerheiligen von jedem Haushaltungsvorstand einen Obolus (= ½ Denar) erhielt. Zur Pfarrei Heepen gehörten auch Altenhagen, Brönninghausen, Lübrassen, Schelpmilse, Eckendorf, Hillegossen, Oldentrup, Sieker, Stieghorst. Sie stand unter dem Patronat des Paderborner Domthesaurars. Ab 1536 wirkte der erste protestantische Pfarrer in der Pfarrei Heepen. Mehrere alte Kapellen im Bereich der Pfarrei Heepen bestehen nicht mehr.
Nach der Reformation gehörte das Gebiet der heutigen St.-Hedwig-Gemeinde zur Pfarrei St. Jodokus.

### Neugründung der kath. Gemeinde 1946
Nach dem 1905 errichteten Bau der Marienkapelle in Sieker (Elpke) erfolgte die seelsorgerische Betreuung von dort aus. Im Jahre 1910 gab es in Heepen 49, in Oldentrup 18 und in Ubbedissen 8 Katholiken. 1910 wurde die Seelsorgestelle an der Marienkapelle in Sieker nicht wieder besetzt, so dass die wenigen Katholiken wieder von St. Jodokus und von 1934 an von der neu errichteten Liebfrauengemeinde in Bielefeld betreut wurden. Sprunghaft stieg durch Evakuierung und andere Kriegsereignisse die Zahl der Katholiken in Heepen an. Seit Ende 1942 wurde einmal im Monat nachmittags um 17 Uhr das hl. Messopfer im evangelischen Gemeindehaus gefeiert. Nach Kriegsende strömten aus den Ostgebieten in zunehmendem Maße Katholiken in den Landkreis Bielefeld. Allein im Gebiet der heutigen St. Hedwigs Gemeinde stieg die Einwohnerzahl um 1730 auf 9246 an. Zu erwähnen ist, dass Pfarrer Mischkowsky, als Treckleiter, mit 2/3 der Einwohner von Hemmersdorf/Schlesien nach Ostwestfalen kam. Vom 1. Osterfeiertag 1946 an wurden regelmäßig in den zur Verfügung gestellten evangelischen Kirchen in Heepen und Ubbedissen an allen Sonn- und Feiertagen, von dem der Liebfrauengemeinde für die Betreuung der Heimatvertriebenen zugeteilten ostvertriebenen Breslauer Pfarrer Herbert Mischkowsky die hl. Messe gefeiert. 1948, nach der Errichtung der Kuratie Hillegossen, wurden Heepen, Oldentrup und Brönninghausen von der Bonifatiusgemeinde in Sieker durch die Pfarrvikare Weichert, Sandmeyer und Kraft betreut.

## Die Hedwigskirche

### Bau der St.-Hedwig-Kirche

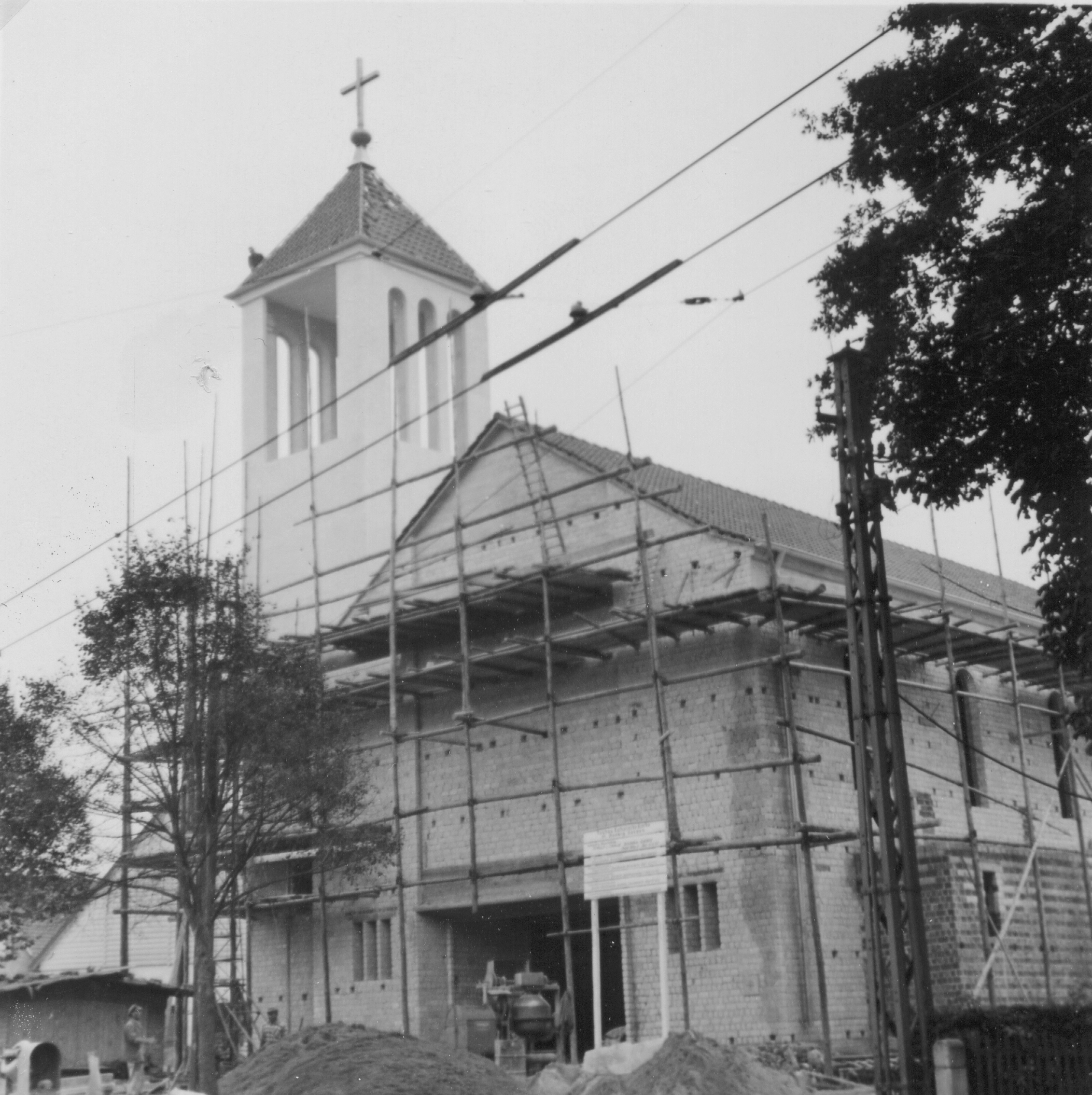
Rohbau der St.Hedwig-Kirche 1956

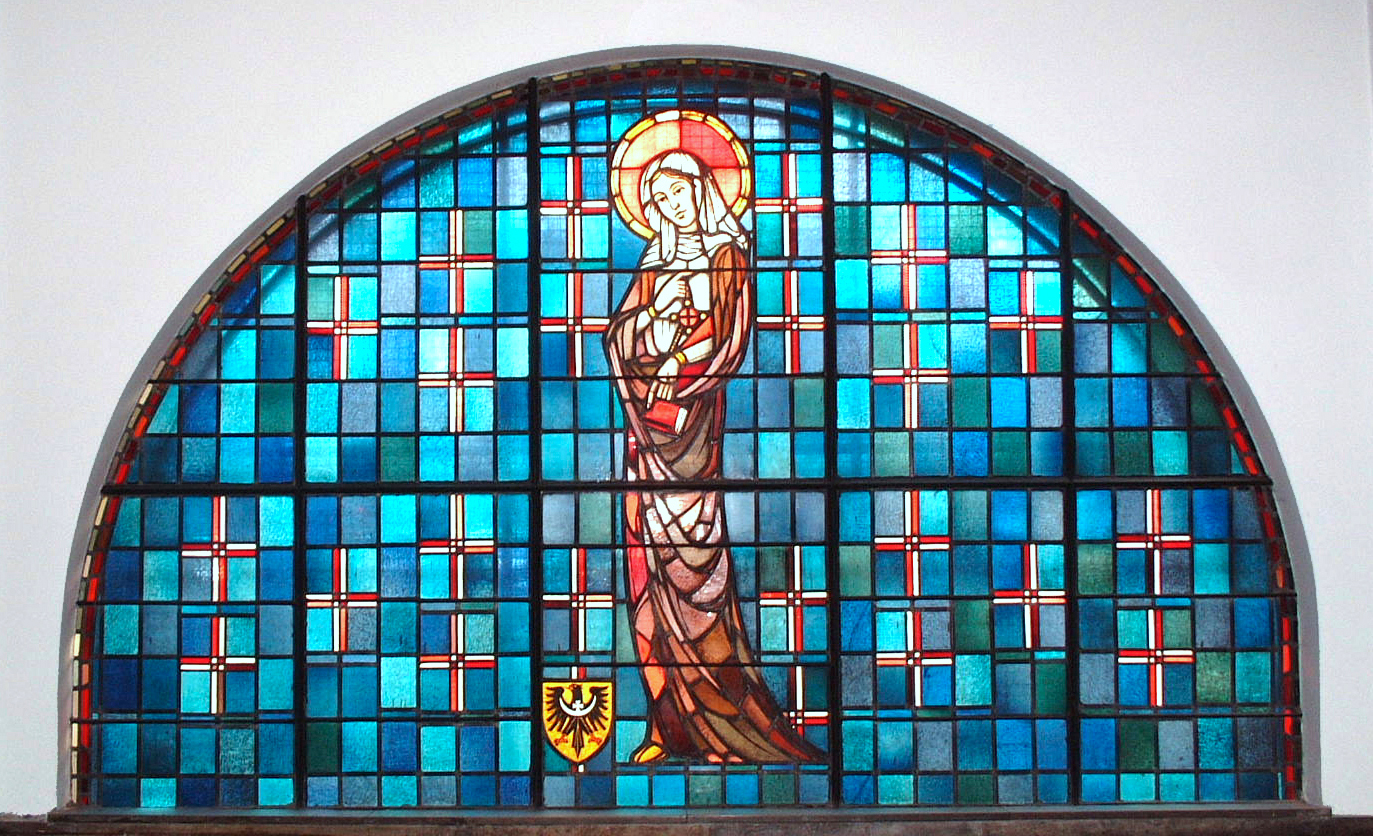
Abb. 01 Hedwigsfenster im Turm

Am 1. Februar 1952 kam es zu einer Neuordnung der Seelsorgebezirke. Die Kuratie Heepen mit den Ortsteilen Heepen, Brönninghausen, Oldentrup und Ubbedissen mit Dingerdissen wurde errichtet, Pfarrer Herbert Mischkowsky zum Kuratus ernannt. Nach allen Provisorien sollte nun eine festgegründete Kirche erbaut werden. Die weitaus größte Gruppe der Gläubigen kam aus Schlesien, so lag es nahe, die Schutzpatronin Schlesiens, die heilige Herzogin Hedwig, zur Patronin der Gemeinde und der Kirche zu wählen. Ihr Bild im Rundfenster der Turmkapelle, gestaltet nach dem Schlackenwerther Kodex aus dem Jahre 1353 Abb. 01, ist das sichtbare Zeichen, dazu noch eines der Fenster im Langhaus der Kirche. Die Gemeinde zählte zu diesem Zeitpunkt ca. 1750 Mitglieder. Schon 1953 konnte ein geradezu idealer Bauplatz von 2770 m² Größe an der Hillegosser Straße erworben werden. 1954 wurde der Kirchbauverein St. Hedwig Heepen gegründet. Am 1. April 1955 wurden die beiden auf dem Grundstück gelegenen, aus dem Jahre 1653 stammenden Kotten Zieglerhaus (Tichelhaus Abb. 1) und Kaddenreff abgerissen. Aus dem Eichenfachwerk erstellte das Gemeindemitglied, der schlesische Holzschnitzer Bartsch aus Oldentrup, das ausdrucksstarke Holzkreuz. Der Korpus misst 160 cm, die Armspanne 150 cm. Da diese Häuser aus dem Jahr 1653 stammen, muss man davon ausgehen, dass der Eichenbaum, aus dem das Kreuz gefertigt wurde, um ca. 1550 gepflanzt wurde, also vor 450 Jahren. Bis zur Fertigstellung der Krypta im Jahre 1996 befand sich das Holzkreuz in der Turmkapelle. (Abb. 7–8)

Sofort nach dem Abriss begann der Bau der St. Hedwigs-Kirche nach den Plänen der Architekten Potthast und Schmidt. Am 19. Juni 1955 war die Grundsteinlegung. Der aus der zerstörten Berliner St. Hedwigs-Kathedrale stammende Grundstein (Abb. 3) ist ein Geschenk des Berliner Bischofs Wilhelm Weskamm. Am 2. August wurde das Richtfest der Kirche mit der Gemeinde gefeiert (Abb. 4–5). Das eigene Gesicht gaben dem Raum der Kirche die Benediktiner aus der Abtei Maria Laach, die Benediktinerinnen aus Abtei Herstelle und der schlesische Glaskünstler Richard Süßmuth. Am 29. Januar 1956, dem Sonntag Septuagesima, benedizierte (segnete) sie Herr Dechant Sunder. Den ersten feierlichen Gottesdienst hielt Herr Pfarrer Blöink von der Muttergemeinde Liebfrauen in Bielefeld. Im Mai konnte das Pfarrhaus bezogen werden. Ein großes Ereignis war die Konsekration der Kirche am 30. Juni 1956 durch Erzbischof Lorenz Jaeger (Abb. 6). Mit Wirkung vom 1. Januar 1957 wurde die vermögensrechtlich selbständige Pfarrvikarie St. Hedwig Heepen errichtet.

#### Architektur
Ansicht von Nordosten der über rechteckigem Grundriss mit eingezogenem Chor errichteten, dreischiffigen Basilika St. Hedwig. Das Walmdach ist mit Ziegeln gedeckt, die Außenwände sind weiß verputzt. Die schmalen, hohen Rundbogenfenster sind in die Seitenwände eingeschnitten. Im Osten das dreiteilige Portal mit hochrechteckigen Türen. An der nördlichen (rechten) Ecke der Ostwand der Grundstein (s. Detailfoto Abb. 4). Im Südosten der über quadratischem Grundriss errichtete, von einem Kreuz bekrönte Glockenturm. Im Obergeschoss sind auf jeder Seite drei Lanzettbögen als Schallarkaden eingeschnitten. Unter der Hochaltar befand sich der Gemeinderaum der bis zur Erstellung des Bischof-Meinwerk-Hauses im Jahre 1985 benutzt wurde.

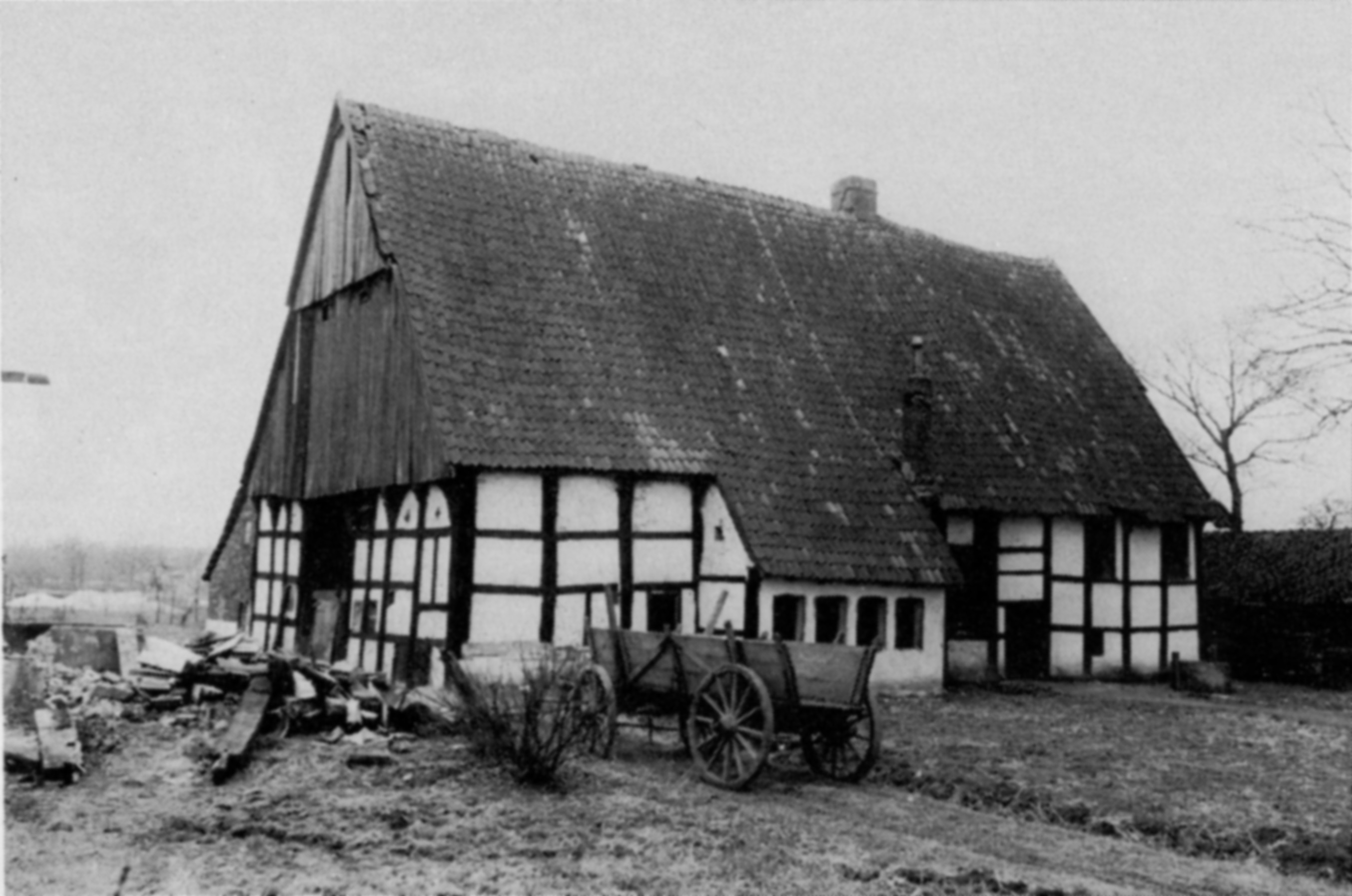
Abb. 2 Tichelhuis aus dem Jahr 1653
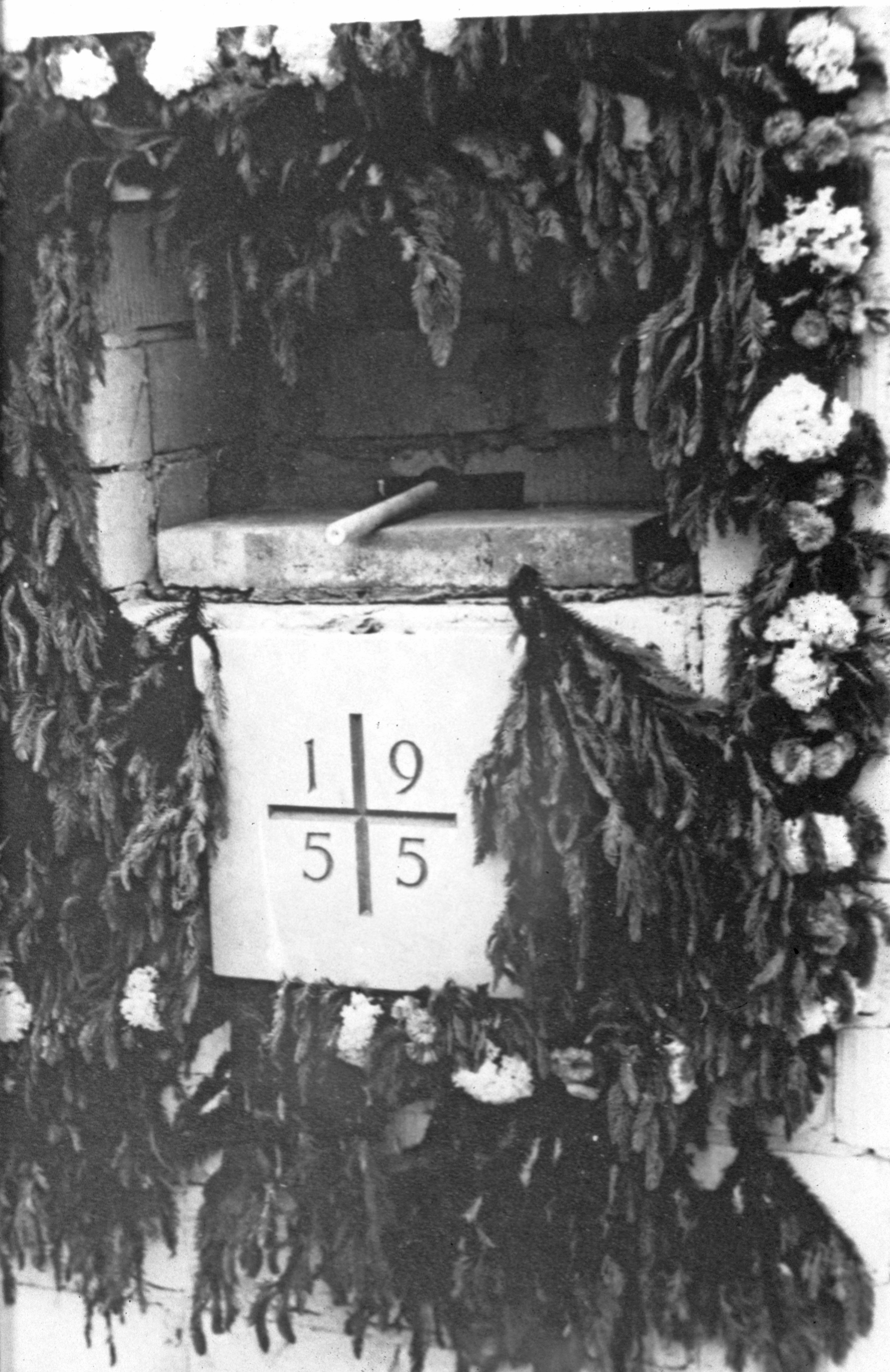
Abb. 3 Grundstein aus der zerstörten Hedwigskirche Berlin
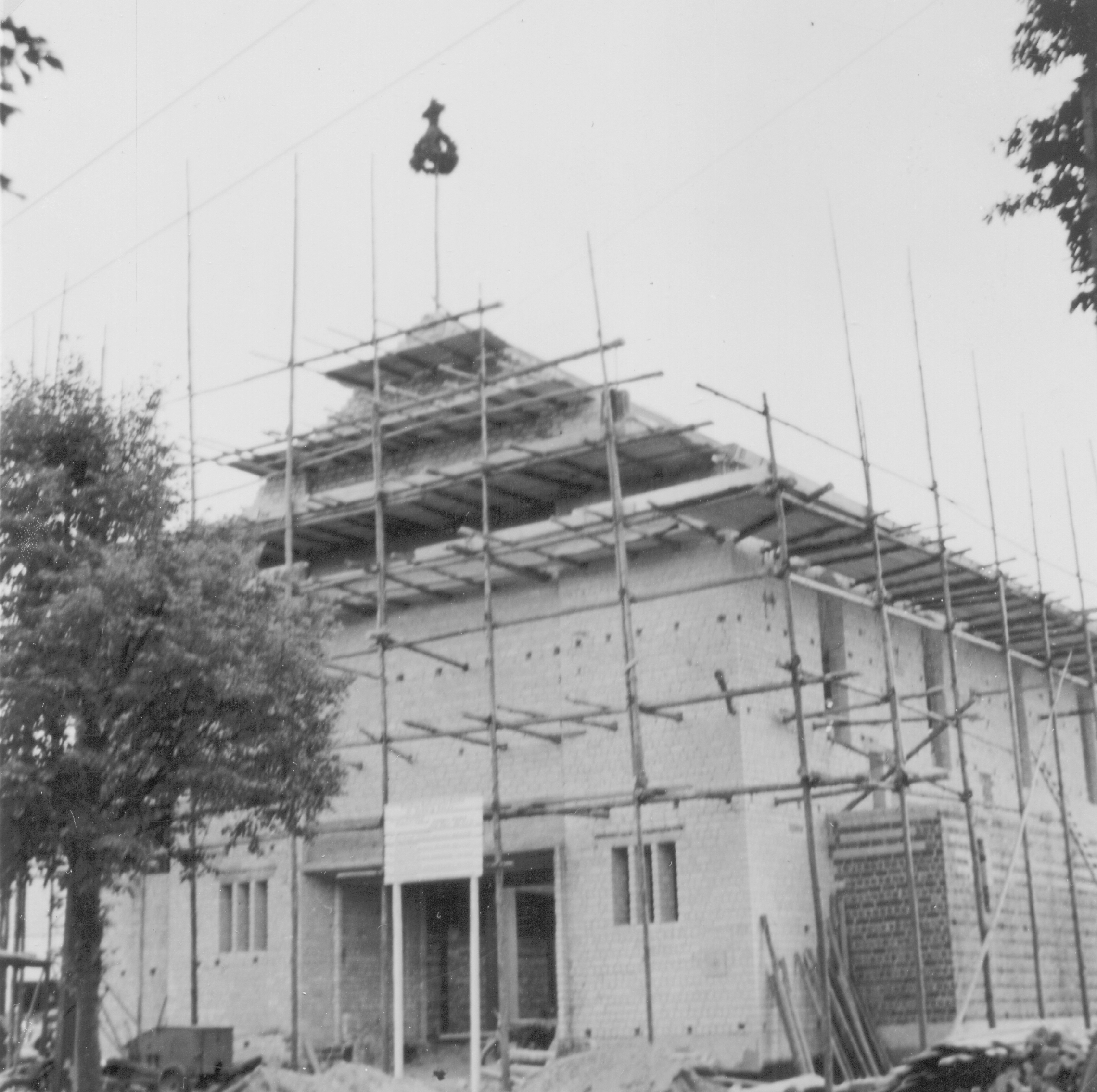
4. Richtfest 2. August 1955
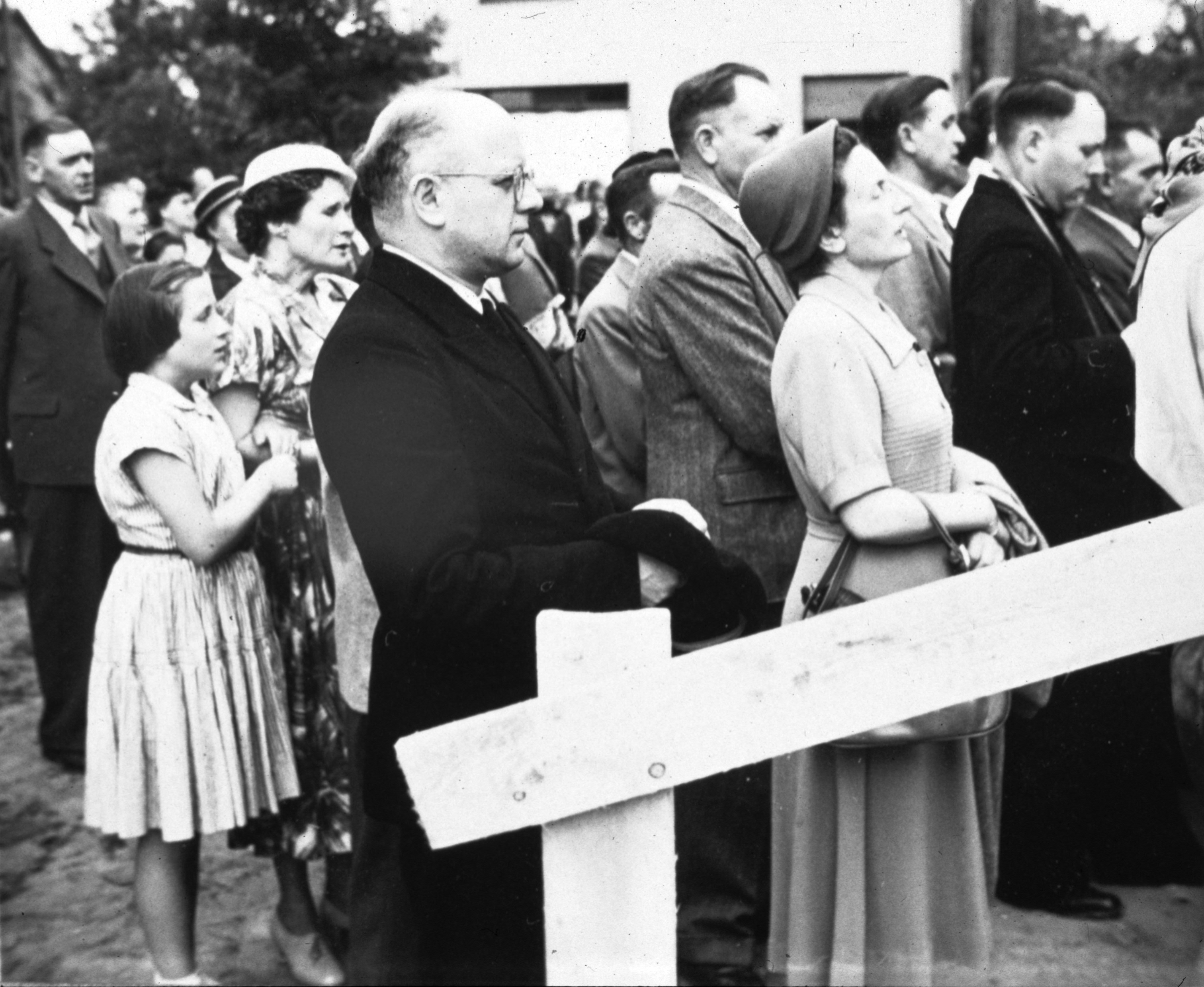
5. Richtfest 2. August 1955
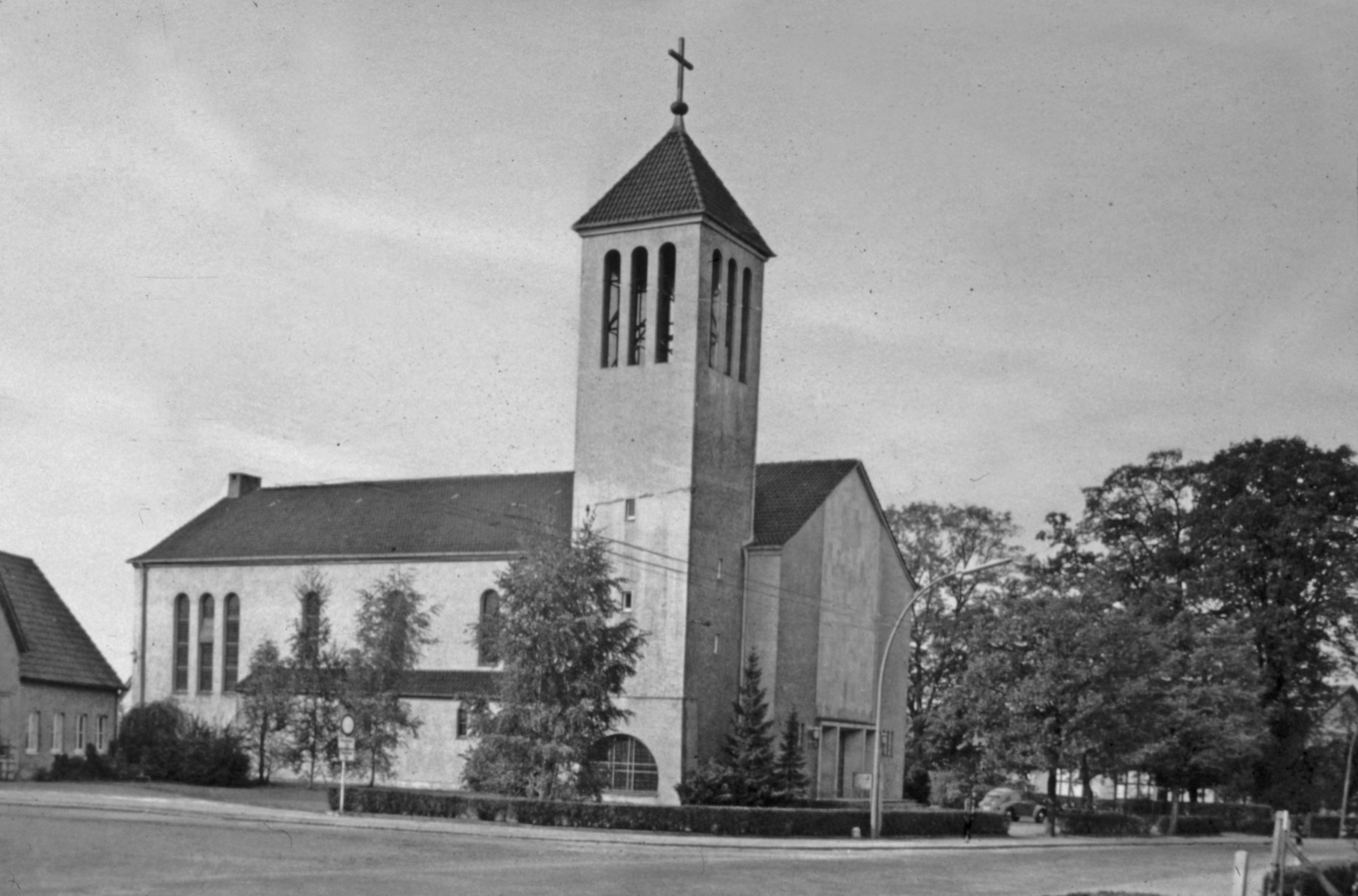
St.Hedwig-Kirche 1958
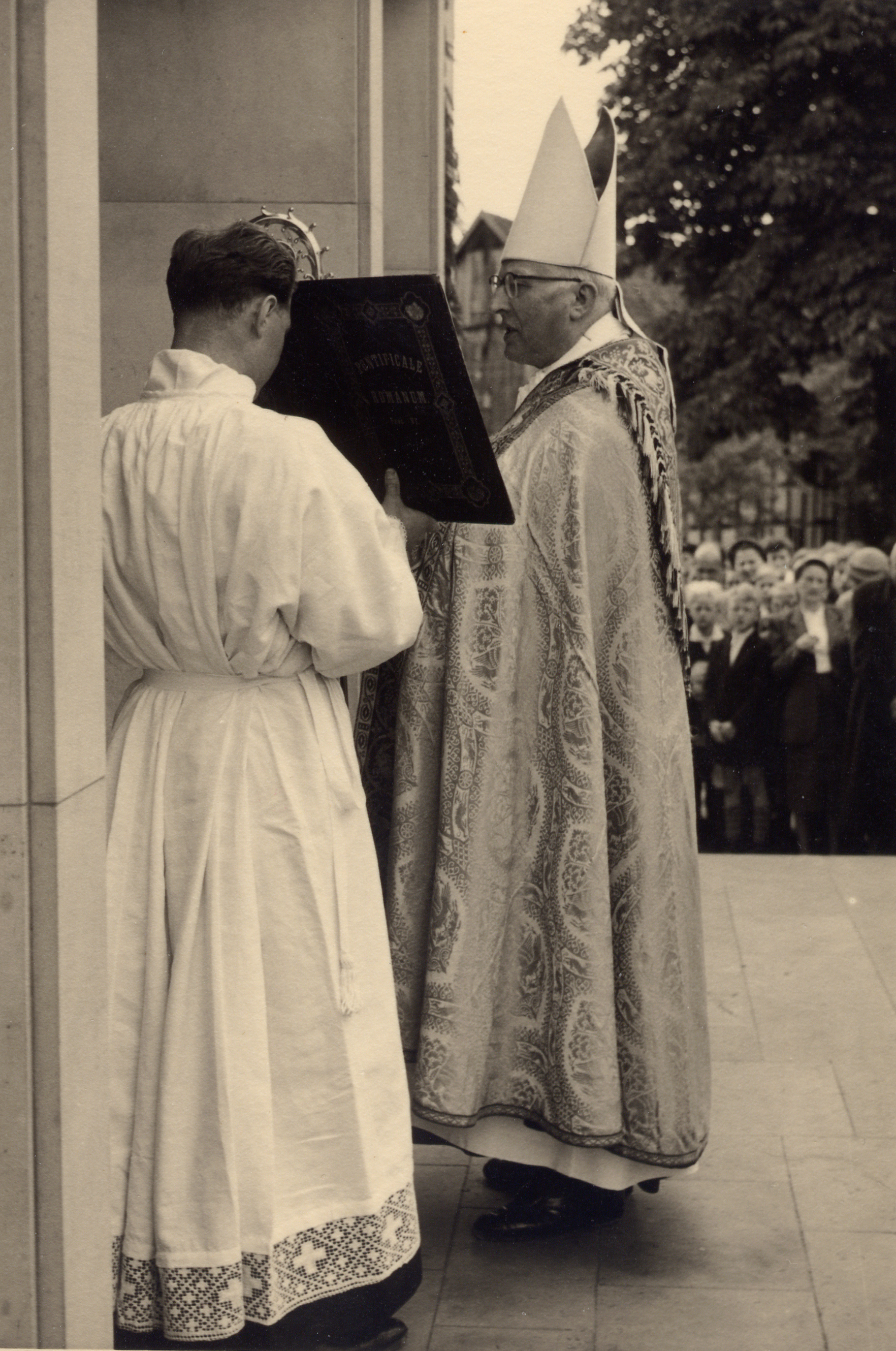
6. Konsekration durch Erzbischof Lorenz Jaeger 1956
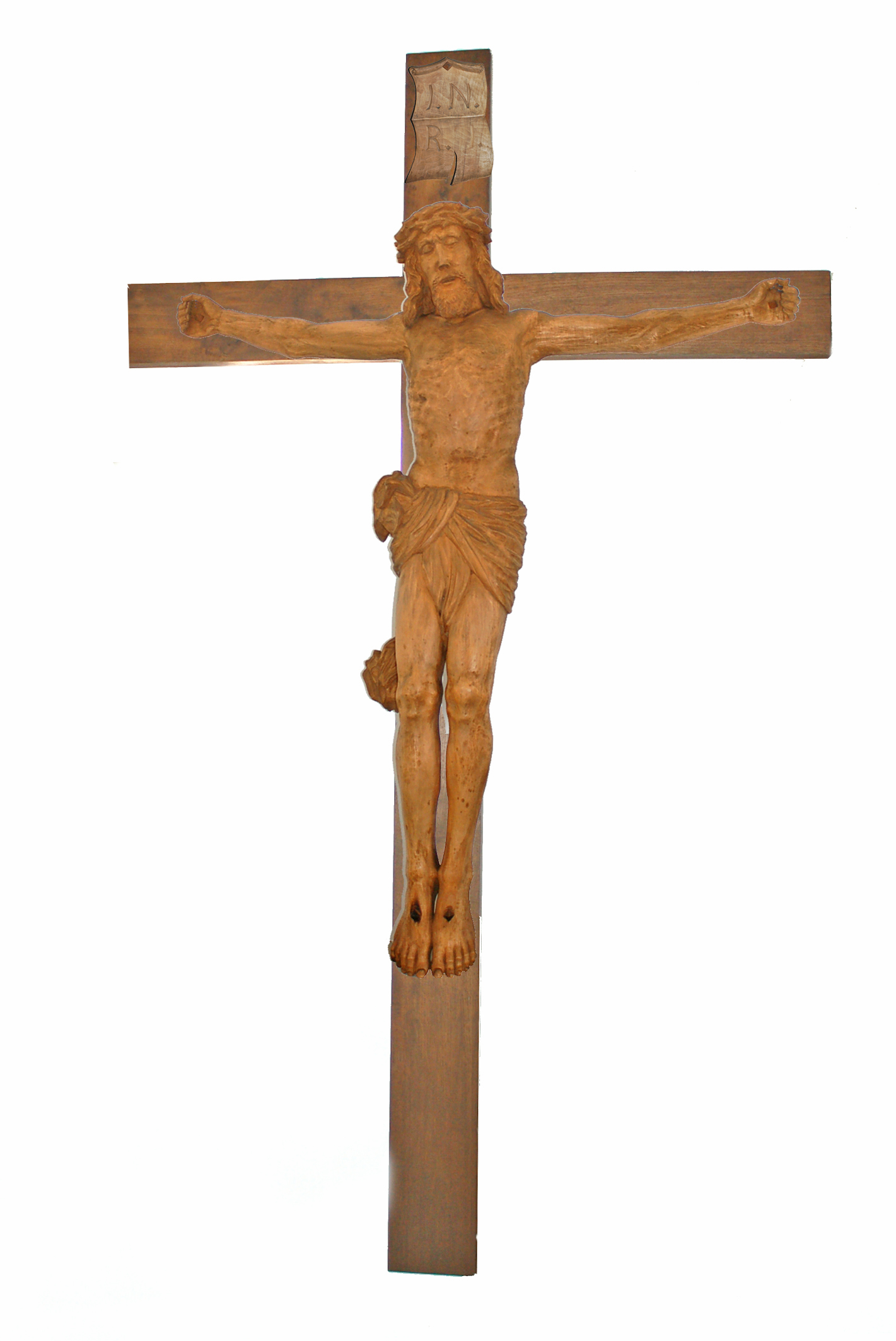
7. Holzkreuz aus den Fachwerksbalken
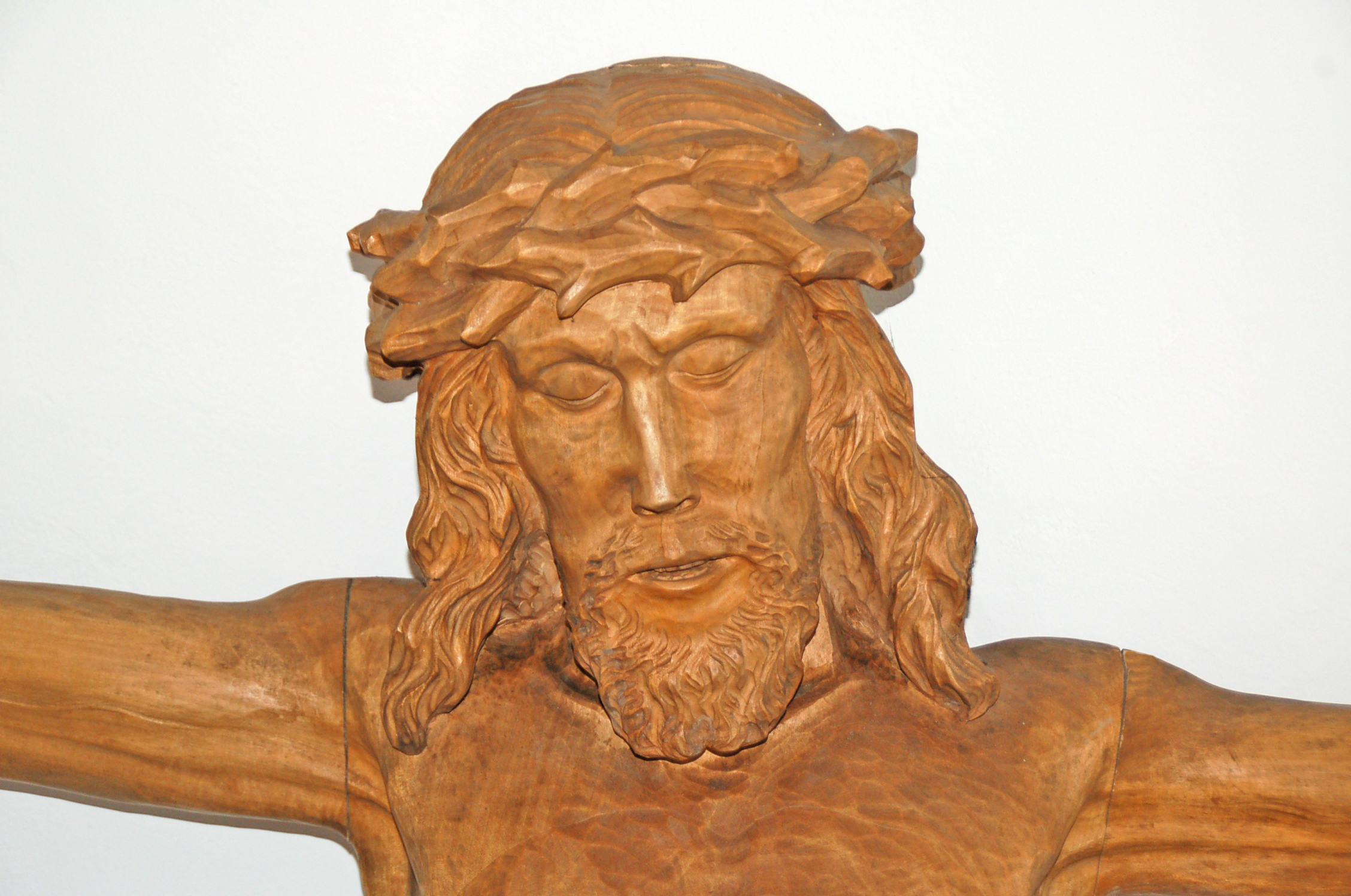
8. Detail des Holzkreuzes
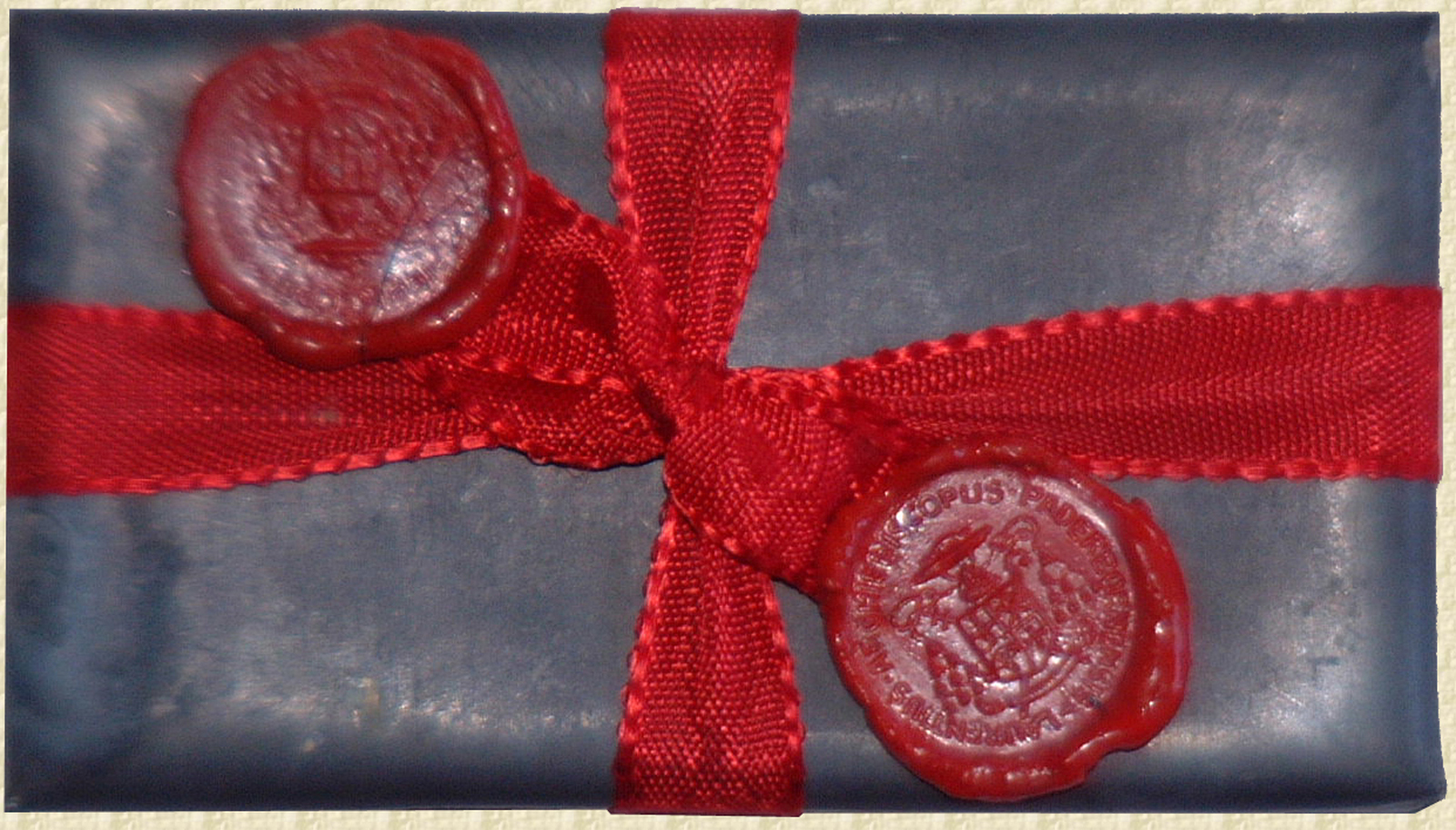
9. Altarreliquie
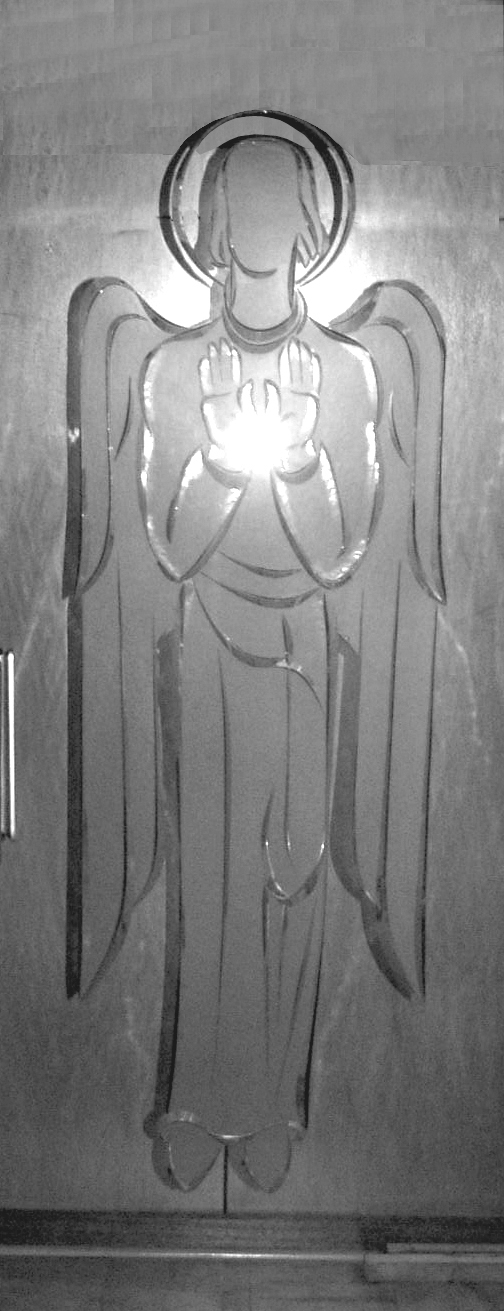
Abb. 10 Engeldarstellung an der Zwischentür

#### Kirchenfenster

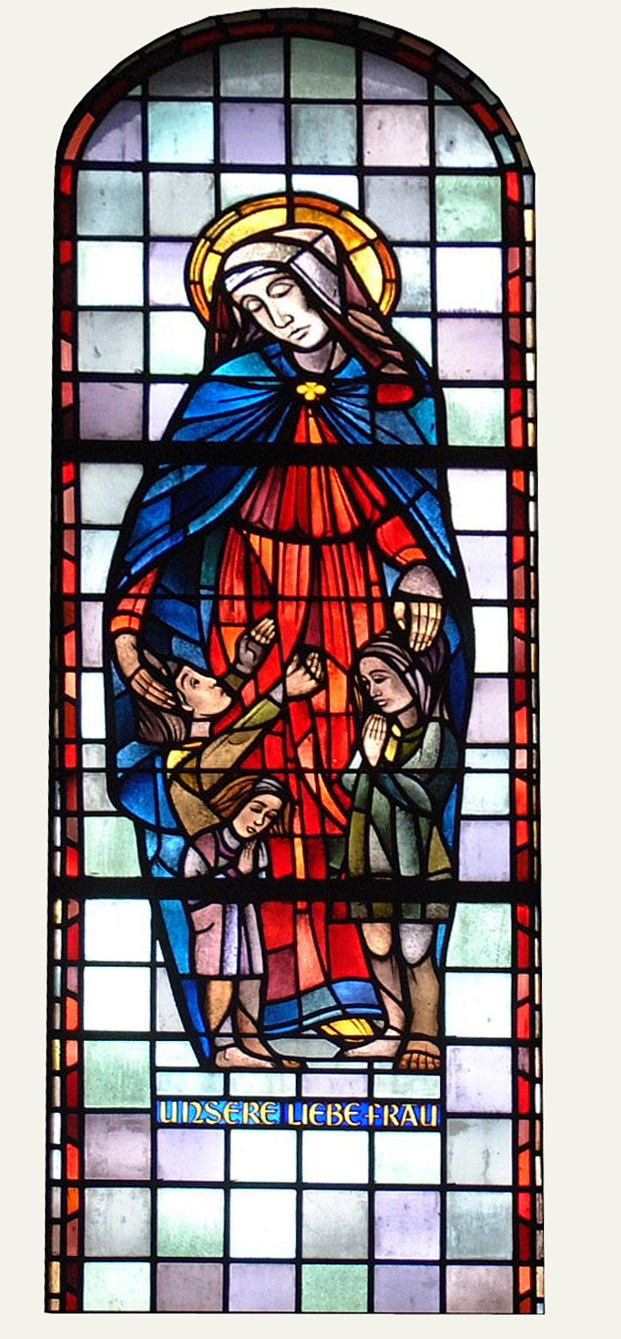
Unsere liebe Frau

Wie die Arbeiten von Richard Süßmuth nach Heepen kamen, kann nicht mehr belegt werden. Aber die Vermutungen gehen dahin, dass der damalige Pfarrer Herbert Mischkowsky den Künstler und seine Arbeiten aus Schlesien kannte.
Daher ist es naheliegend, dass er den Weg zu diesem schlesischen Glaskünstler suchte und ihn beauftragte, die Kirchenfenster und die Eingangstüren zu fertigen.
Folgende Arbeiten von Süßmuth sind bzw. waren in der St.-Hedwig-Kirche in Heepen:

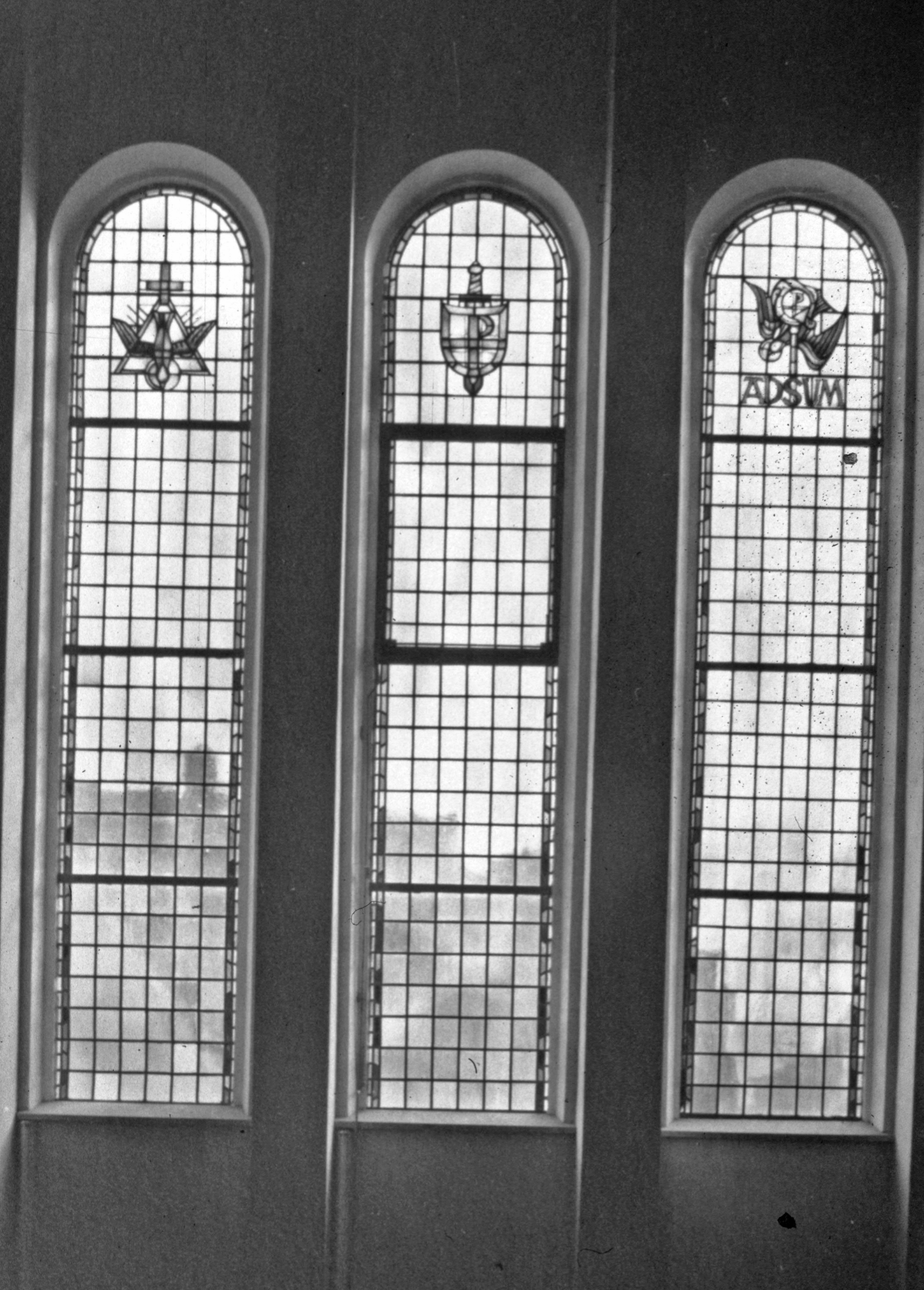
Abb. 11 Bis zur Renovierung 1975 waren diese Fenster im Altarraum

Im Untergeschoss des Turmes, (siehe Abb. oben) zugänglich vom Kirchenraum aus, befindet sich eine Kapelle, die der Namenspatronin der Kirche St. Hedwig geweiht ist. Süßmuth schuf ein beeindruckendes Rundbogenfenster, das dem Raum eine ganz besondere Stimmung gibt. Hedwig, die Schutzpatronin der Schlesier, wird überdimensional im Rundbogenfenster dargestellt. Das Fenster ist halbrund. Es ist 3,40 m breit und hat im Scheitelpunkt eine Höhe von 2,10 m. Von außen ist das Fenster mit einem Schutzgitter gesichert, hat aber keine Schutzverglasung. Das eintretende Licht aus dem Süden hebt die Farben besonders hervor. Das Glasbild der Heiligen Hedwig wirkt sehr lebendig.
Die 6 Fenster im Altarraum mit der Darstellung der Sakramente wurden bei der Kirchenrenovierung 1975 entfernt und befinden sich jetzt als Dauerleihgabe im Süßmuth-Museum in Immenhausen.
Alle 9 Kirchenfenster im Kirchenschiff haben den gleichen künstlerischen Aufbau, Ornamentverglasung in Bleieinfassung. Die Außenmaße der Fenster betragen in der Höhe 3 Meter und der Breite 90 cm. Eine Strebe aus Flachstahl in der Breite von 40 mm unterteilt die Fenster dreimal. Jedes Fenster ist durch zwei Glasbordüren eingefasst. Die äußere ist sehr schmal und aus weißem Ornamentglas, die innere hat mehrere schwache Rottöne im Glas (pastellfarbig Hellrot, Hellgelborange und Hellviolettmagenta). Die Verglasung, die die Heiligenfigur einschließt, hat die Größe 11 cm × 19 cm. Die Scheiben sind pastellfarbig hellviolett in verschiedener Farbintensität. Dadurch bekommen die Heiligenfiguren durch ihre kräftigen Farben noch mehr Ausstrahlung. Die Heiligen haben eine Höhe von 190 cm und eine Breite von 50 cm. Im unteren Bereich der Fenster findet sich überall der Name des Heiligen.
Beschreibung des linken Bildes: Die Muttergottes Maria ist als Schutzmantelmadonna dargestellt. Sie trägt ein rotes Gewand und darüber einen blauen Umhang, der als Schutzmantel ausgebildet ist. Unter ihrem Mantel beschützt sie ein Elternpaar mit ihrem Kind. Maria hat den Kopf seitlich nach links gewandt und schaut auf die vor ihr stehenden Kinder. Ihre Hände liegen beruhigend auf den Köpfen der Eltern. Die Familie wird schützend umhüllt vom blauen Mantel. Die Mutter und das Kind sind innig im Gebet versunken. Hilfe suchend und bittend mit ausgestreckten Armen hebt der Vater die Arme um Trost zu empfangen.

Kirchenfenster der St.Hedwig-Kirche
Sakrament der Taufe. Dargestellt die Dreieinigkeit
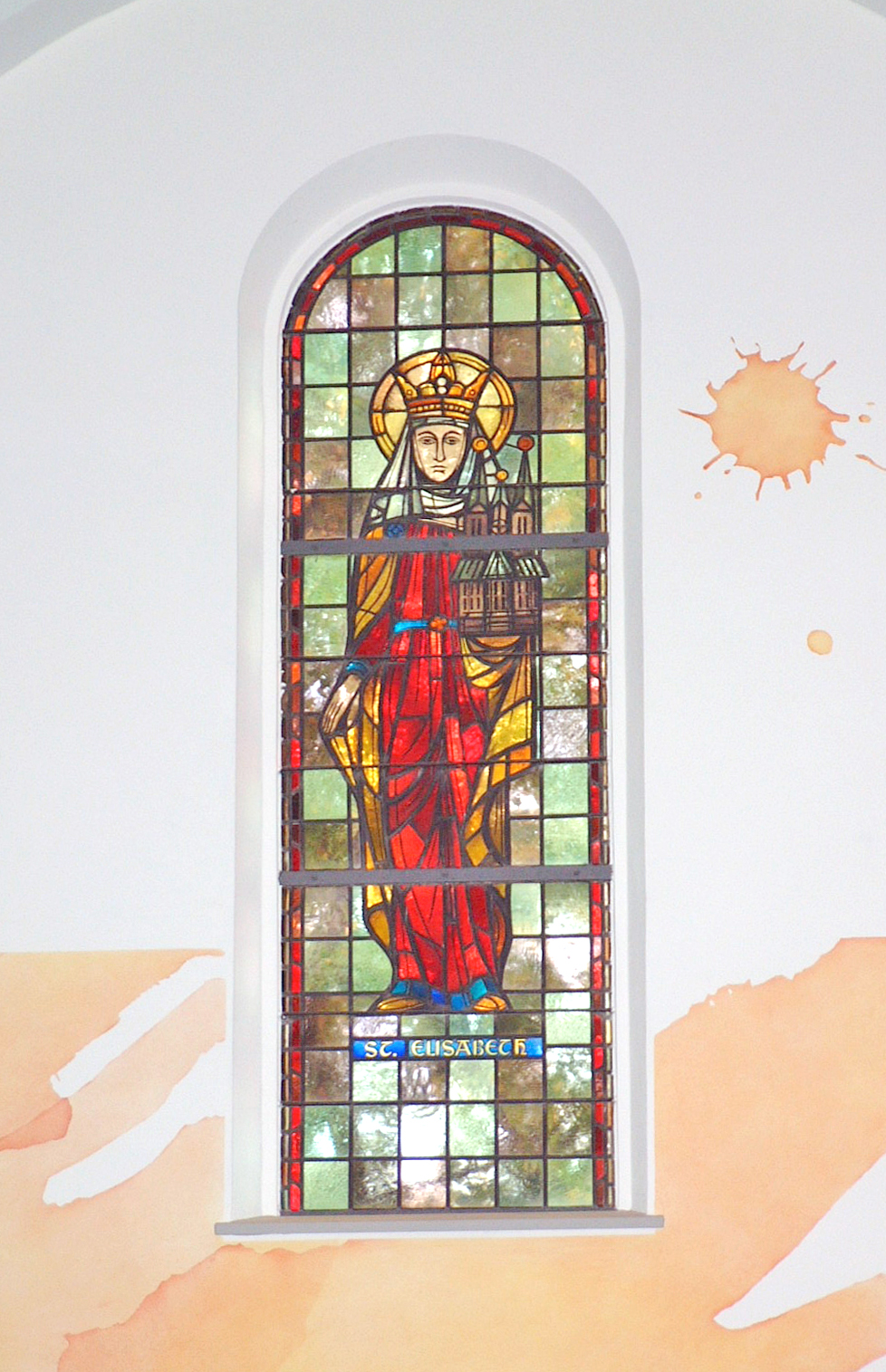
St. Elisabeth
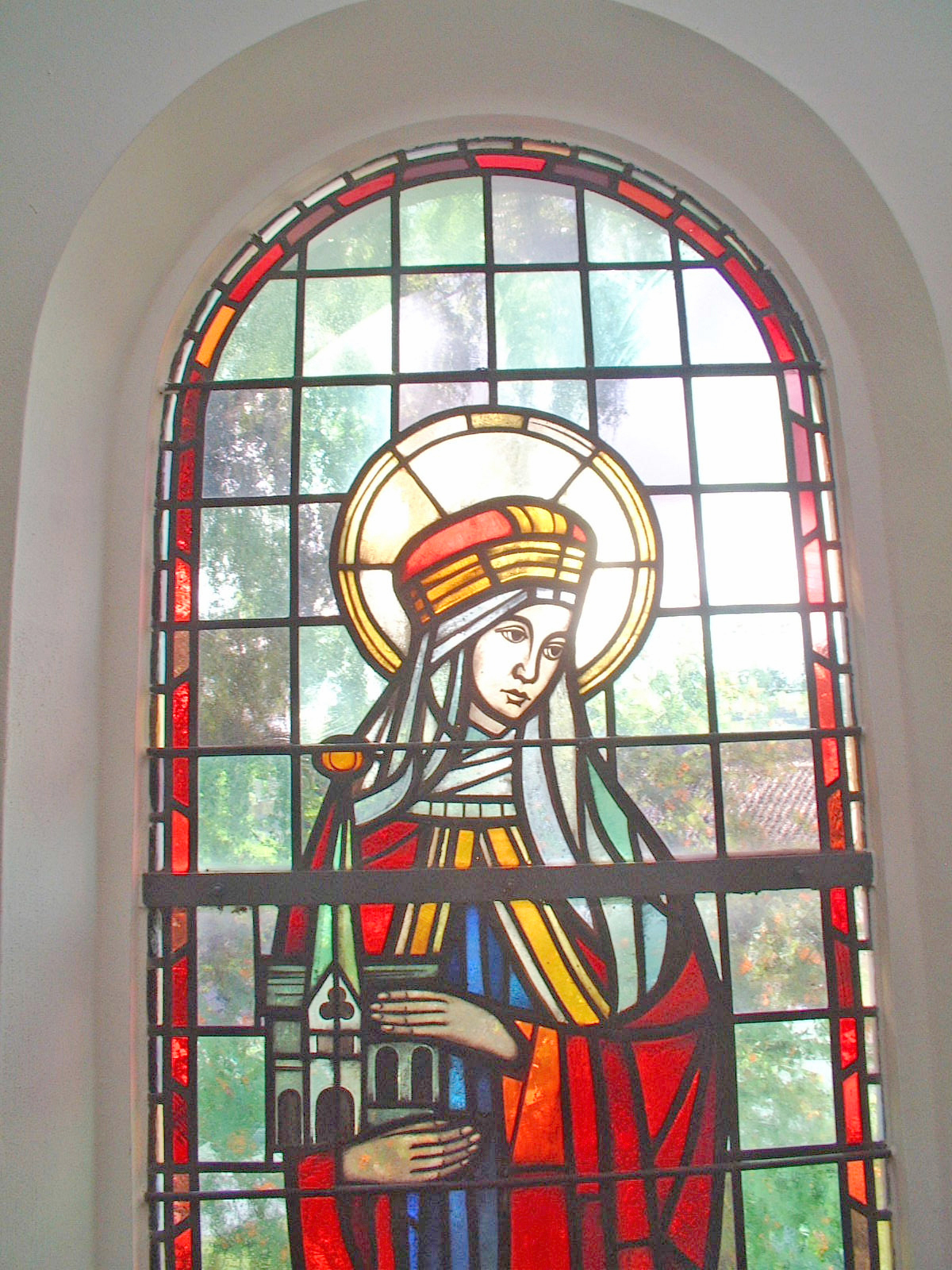
St. Hedwig, die Namenspatronin der Kirche
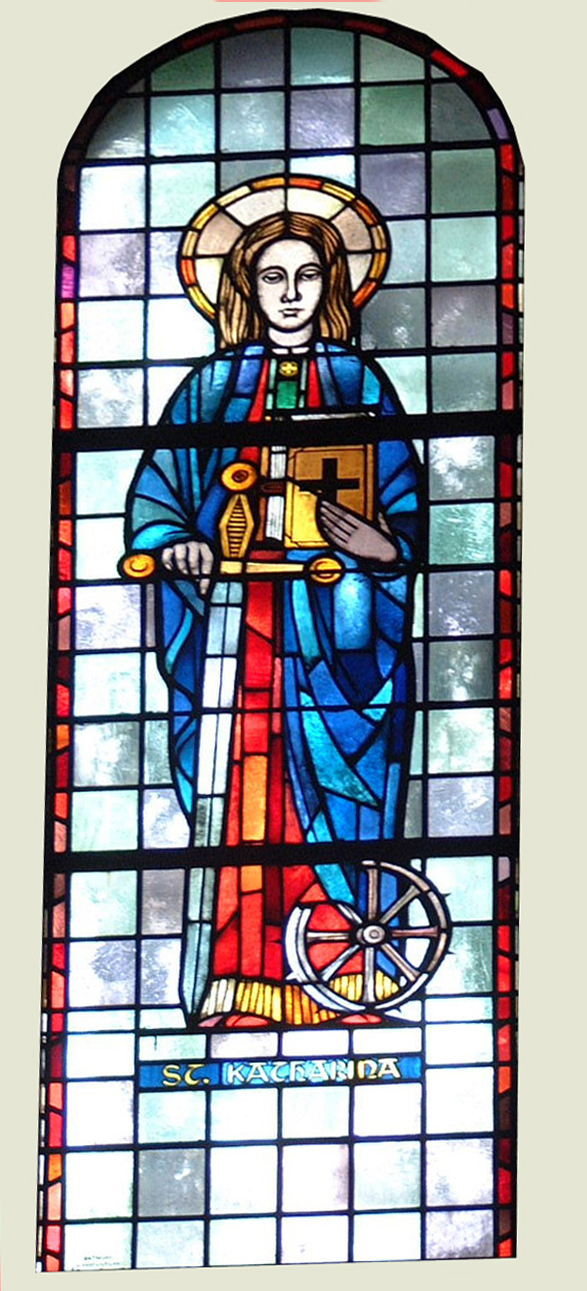
St. Katharina (hinten links)
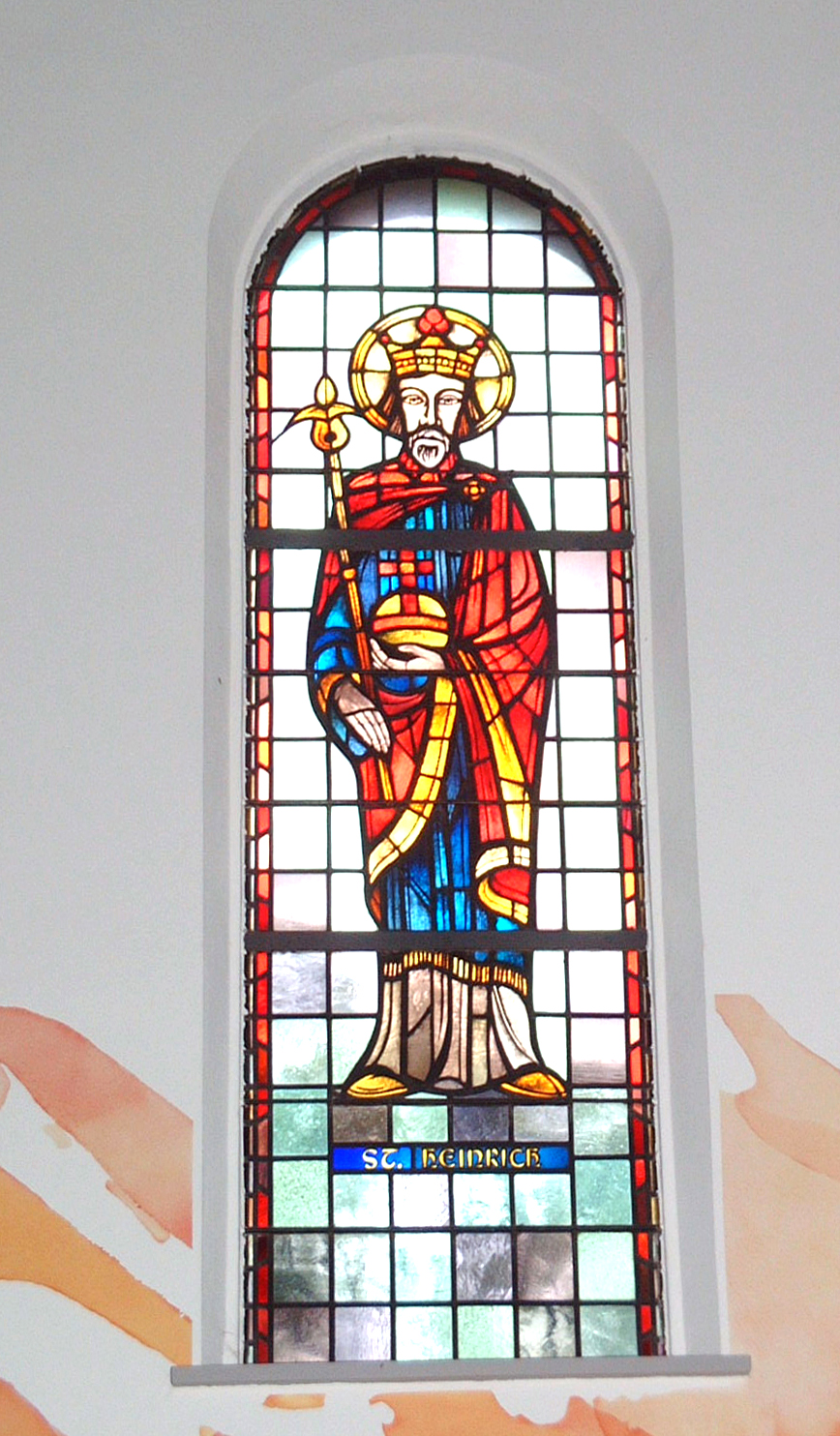
St. Heinrich
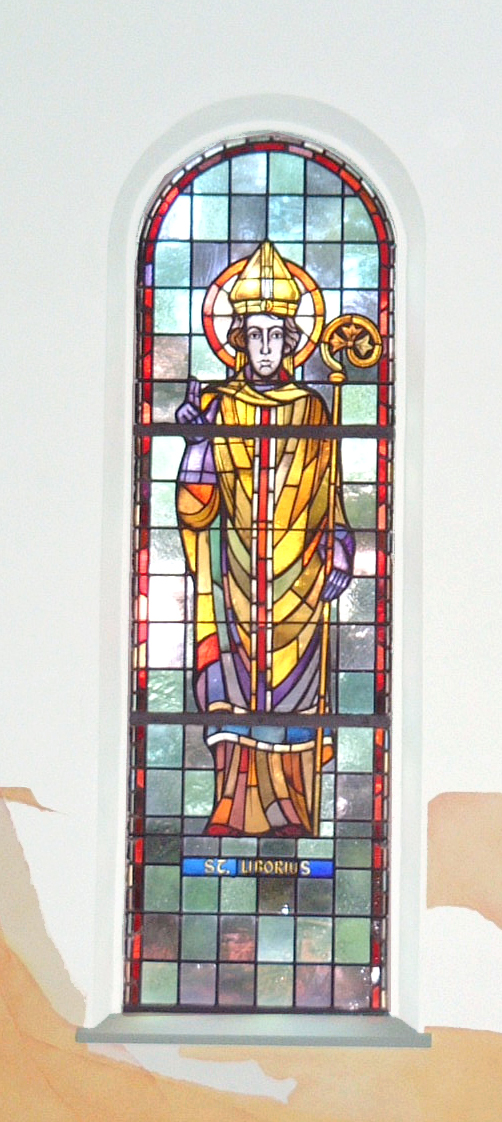
St. Liborius
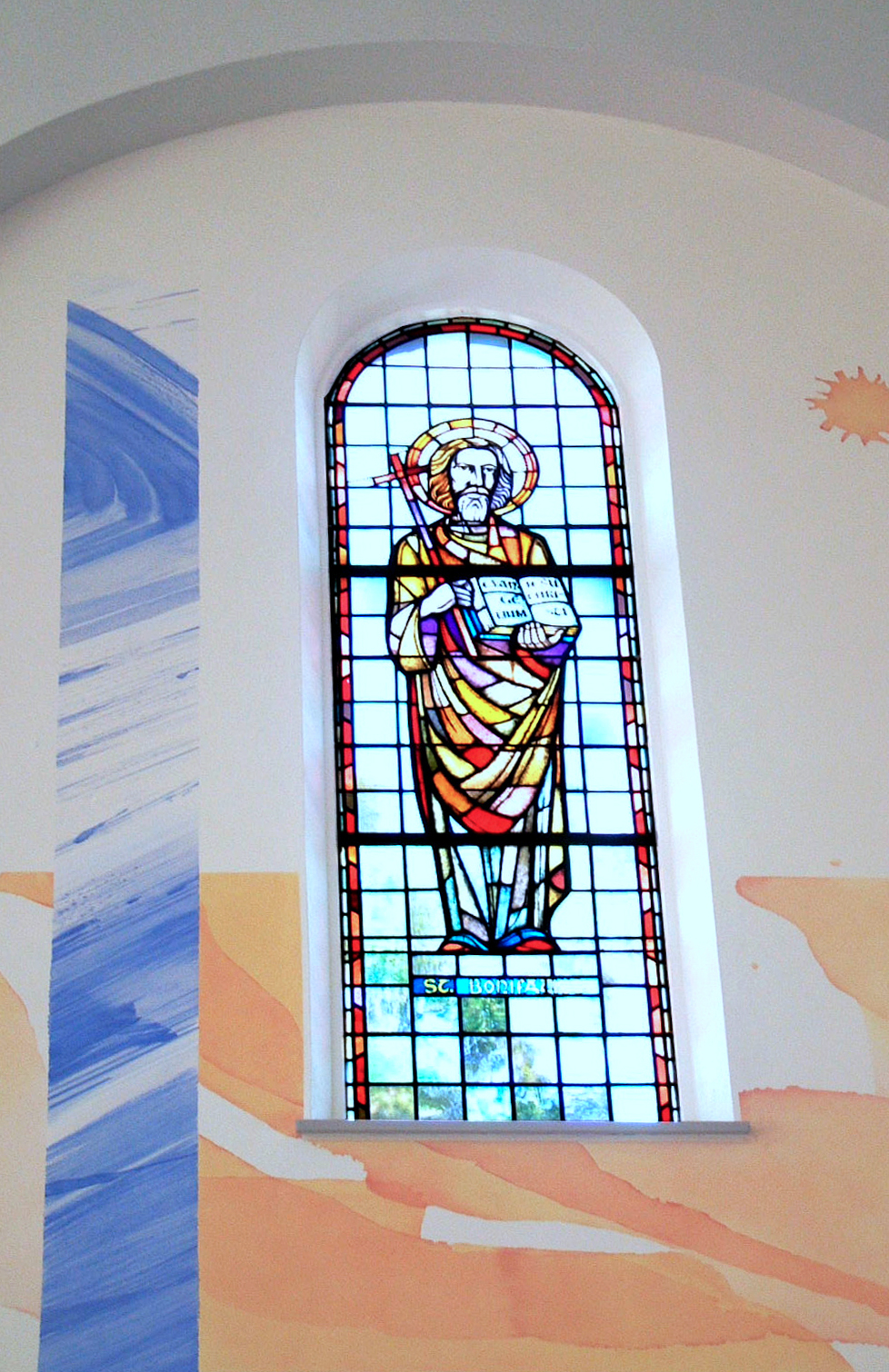
St. Bonifatius
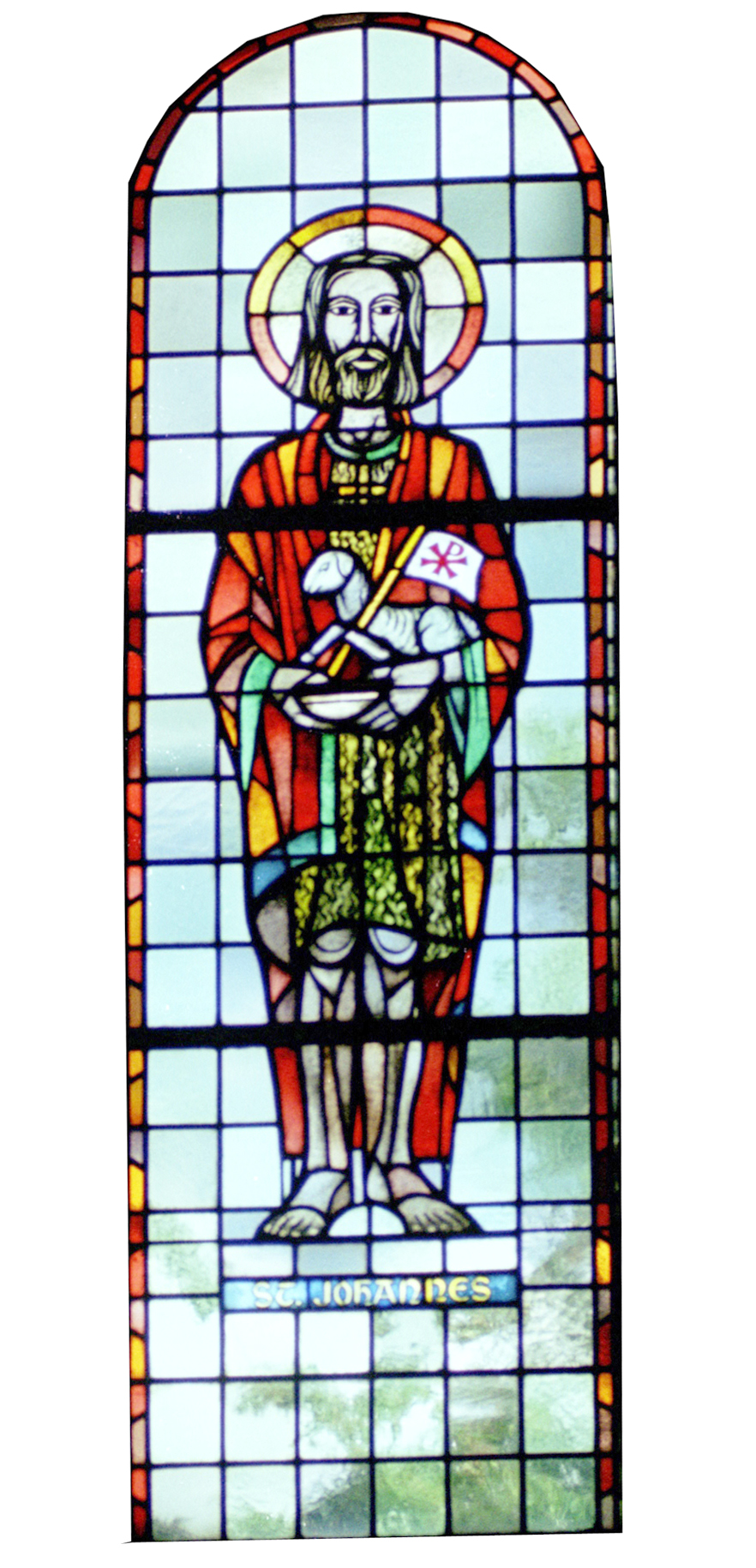
St. Johannes
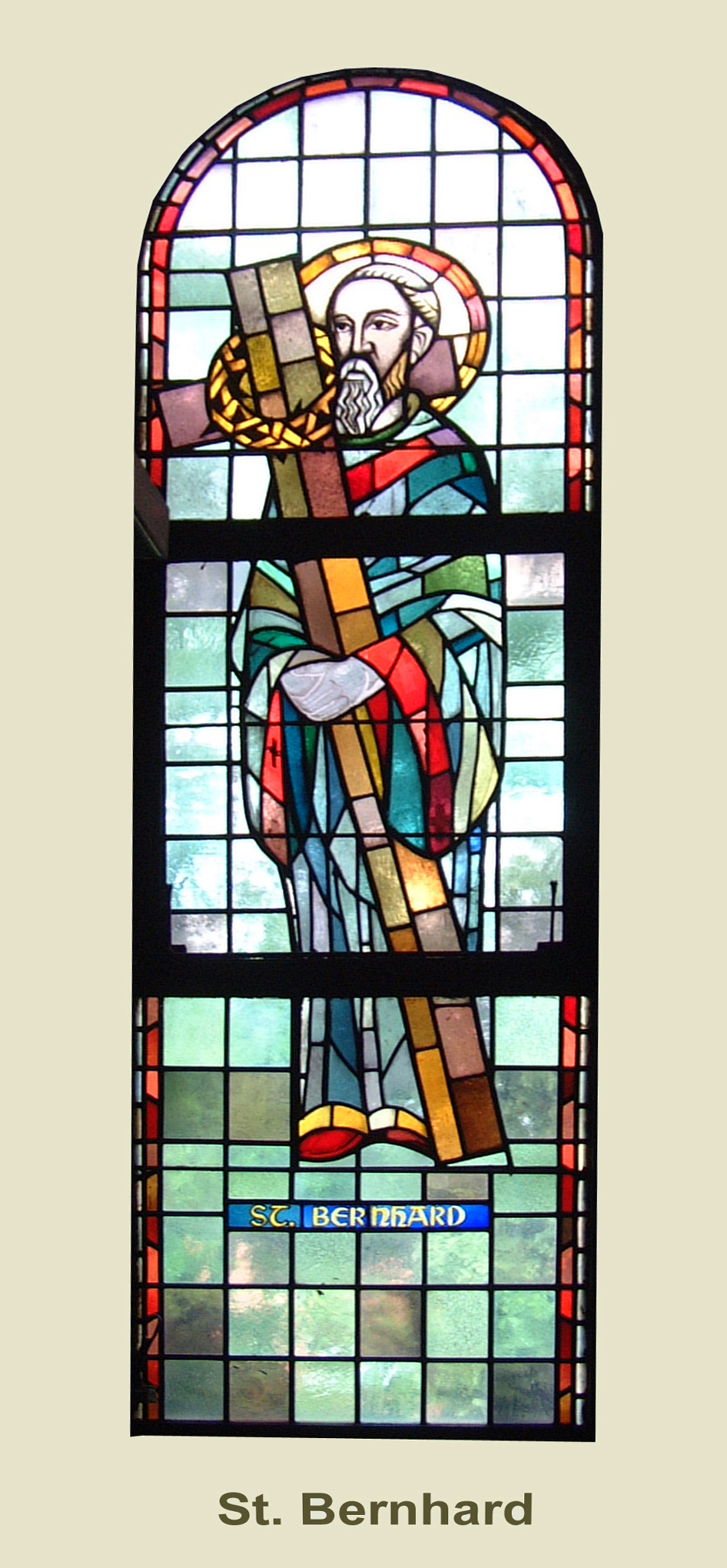
St. Bernhard

### Inneneinrichtung

#### Taufbecken

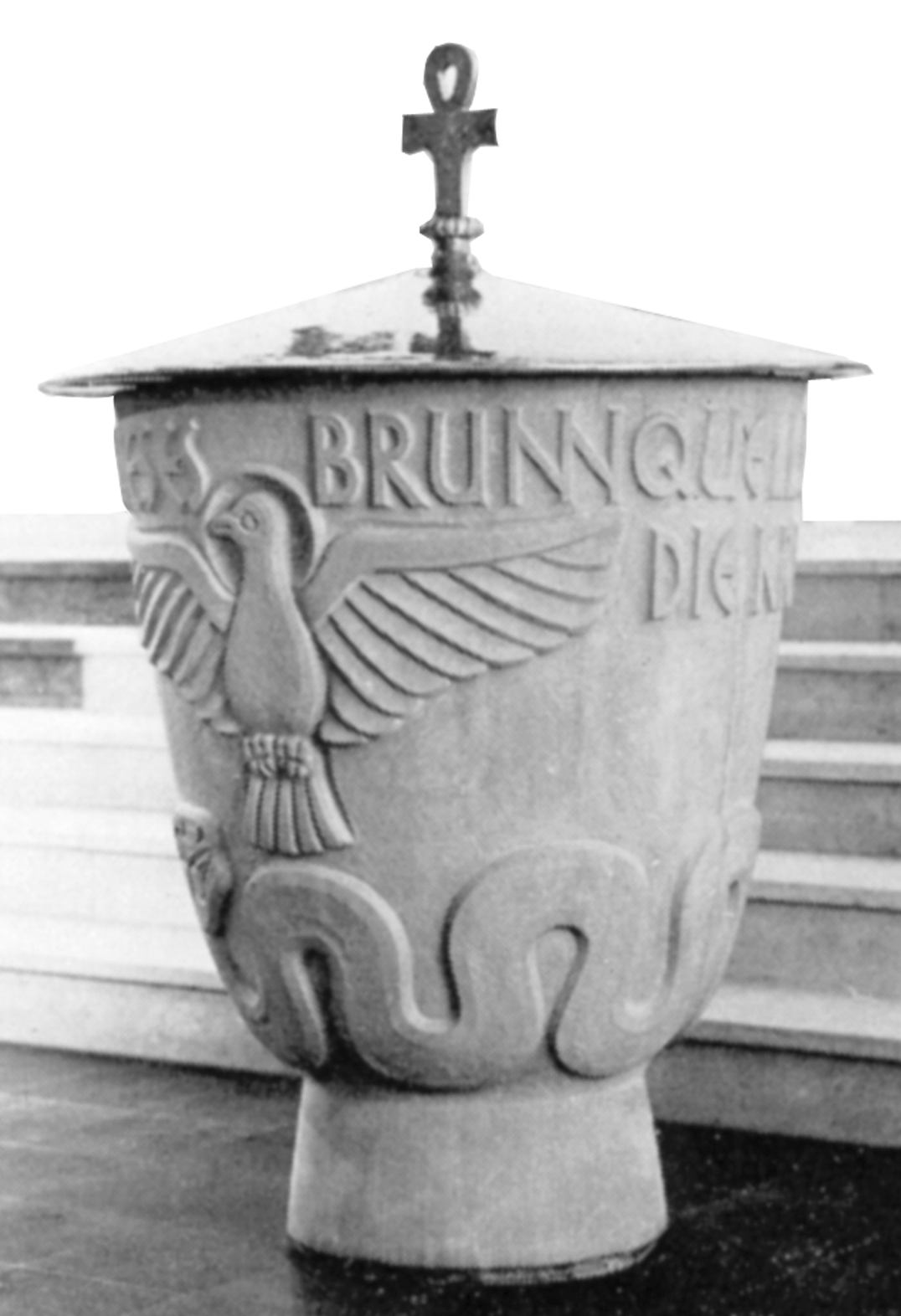
Taufbecken

Pater Theodor Bogler O.S.B. aus Maria Laach hat den Altar, den Ambo sowie das Taufbecken aus einem rötlichen Sandstein von der Kyll geschaffen.
Auf dem Taufbecken ist unten die Schlange eingemeißelt:
Sie ist das Sinnbild des Bösen, des Unheils und der Falschheit. Darüber schwebt die Taube, die den Heiligen Geist versinnbildlicht. Sie soll an die Taufe Jesu im Jordan durch Johannes erinnern. Matthäus schreibt dazu: „Als Jesus getauft war, stieg er sogleich aus dem Wasser. Da tat sich der Himmel auf; er sah den Geist Gottes wie eine Taube niederschweben und über ihn kommen und eine Stimme rief: Dies ist mein Sohn, der geliebte, an dem ich mein Wohlgefallen habe.“ (3.16 17)
Die Taube ist, wie nach der Sintflut, der Bote des Gottesfriedens für die aus dem Verderben errettete Menschheit. Über allem steht das Weihegebet des Taufwassers in der Osternacht:
Es steige herab in dieses Brunnenquells Fülle die Kraft des Heiligen Geistes Der bronzene Deckel wird gekrönt durch das alte Sinnbild Christi: Chi Rho, die griechischen Anfangsbuchstaben des Namens Christi, in denen in unserer Darstellung auch das Kreuz angedeutet ist.

#### Altarkreuz

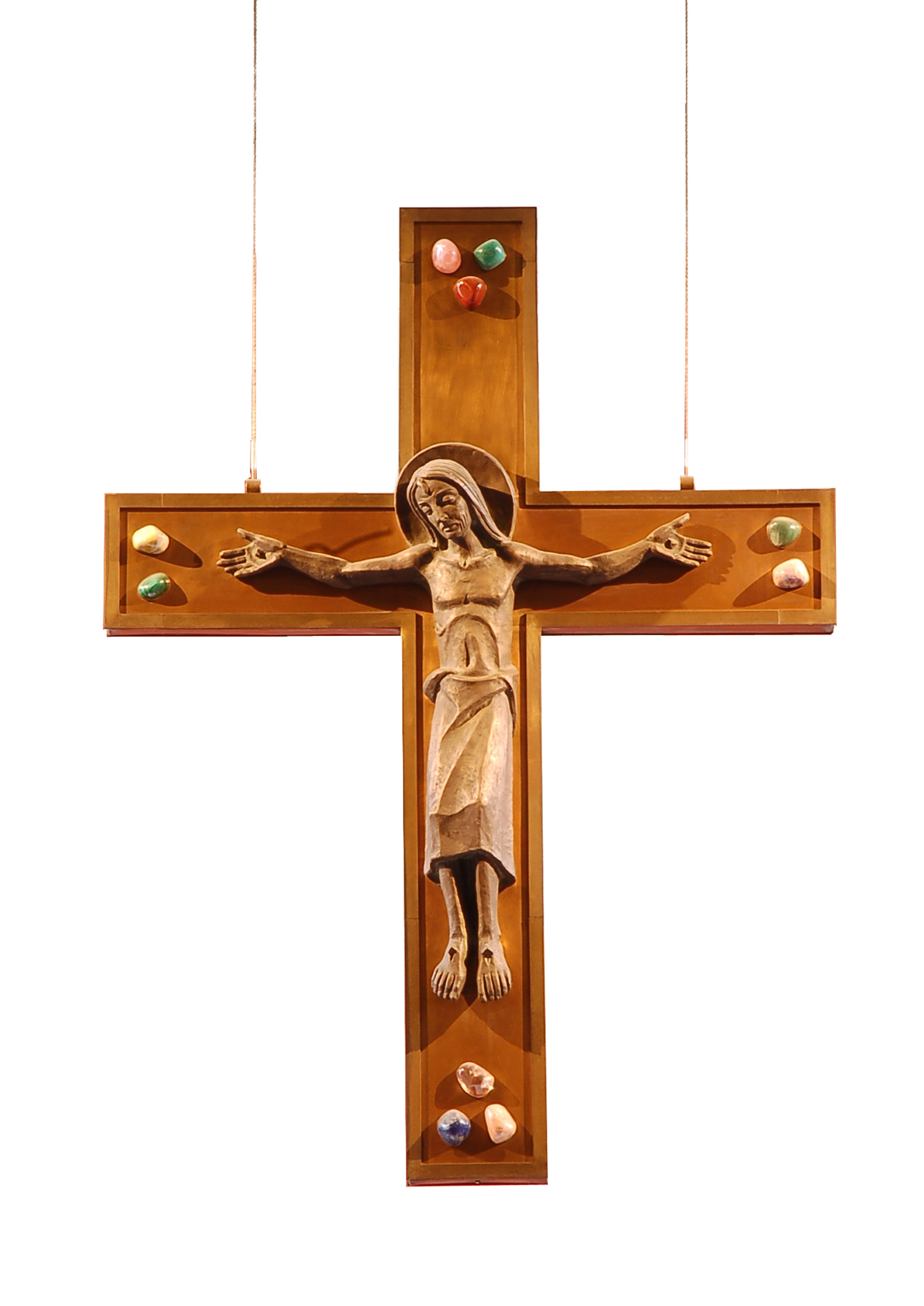
Triumphkreuz

Das über dem Tabernakel hängende Altarkreuz stammt aus der Ars Liturgica der Benediktiner aus Maria Laach. Christus ist hier nicht mit der Dornenkrone dargestellt, sondern erscheint hier als verklärter Herr. Deshalb nennt man es auch das Triumphkreuz.
Das schlichte lateinische Holzkreuz ist mit Bronzeblech verkleidet. Die Balken werden von Rahmenleisten eingefasst. An den Balkenenden sind jeweils zwei bzw. drei Halbedelsteine in schlichten Fassungen montiert (Amethyst, Opal, Rosenquarz und Bergkristall). Der Korpus ist aus massiver Gussbronze. Christus ist mit vier Nägeln an das Kreuz geschlagen. Der Körper ist aufrecht, der Kopf leicht zur Seite geneigt. Augen und Mund sind geschlossen. Der Körper ist kantig, die Darstellung schematisiert. Das knielange Lendentuch liegt eng am Körper an und ist nur durch wenige, flache Falten gegliedert.
Die Rückseite des Kreuzes ist schlicht und glatt poliert.

#### Altar

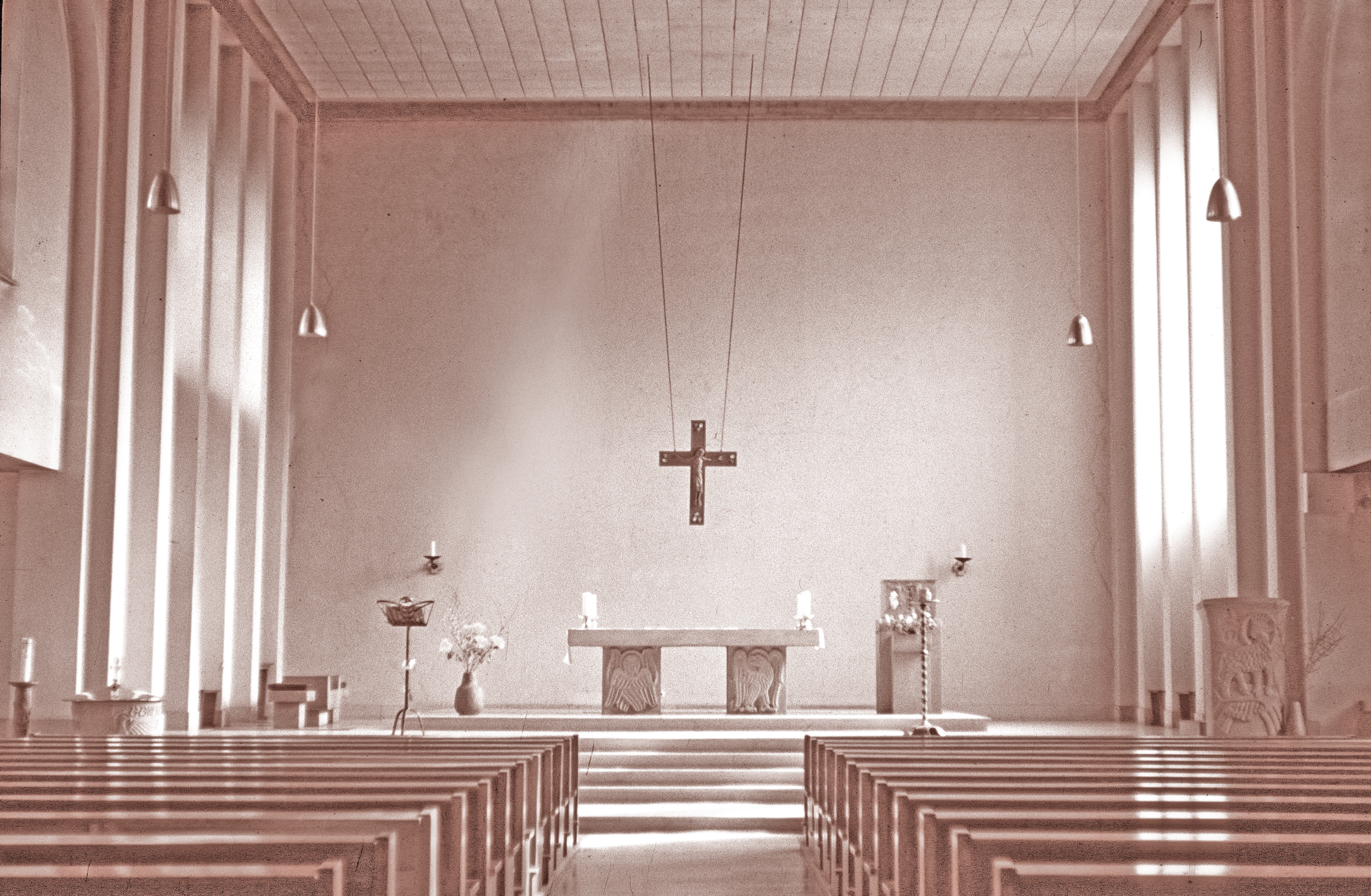
Altarraum um 1960

Die große Altarplatte, aus rötlichem Sandstein, wurde durch vier Stipes-Blöcke getragen. Auf der Vorderseite von zwei Stipes, ausgearbeiteten, die Evangelistensymbole der Stier und Adler. Mittig eingelassen in die Altarplatte, in einem Bleikästechen die Reliquien von Stae. Casti aliorum (Gastus und Gefährten) und von Pius X., wie die Urkunden vom 30. Juni 1956 und 21. April 1956 beweisen (Abb. 8).

#### Monstranz
- Material: Silber, vergoldet;
- Maße: H.: 49 cm; B.: 32 cm
- Datierung: 1962

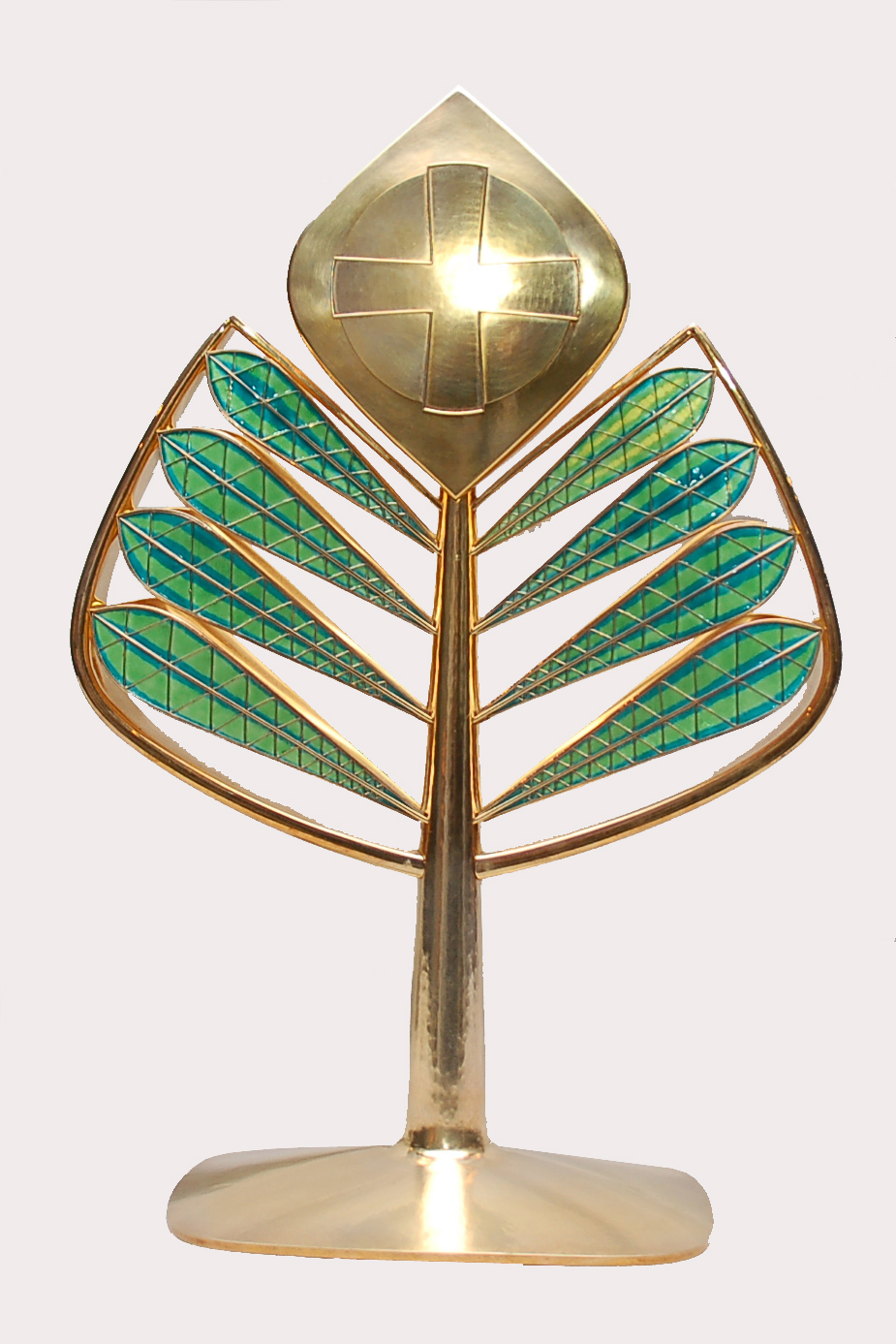
Monstranz 1962 Werkstatt Maria Laach

- Meister: Pater Theodor Bogler Maria Laach

Querrechteckiger in der Mitte hochgewölbter Fuß mit gerundeten Ecken. Die Oberfläche ist glatt poliert. Mittig runder, sich nach oben stark verjüngender Schaft mit glatt polierter Wandung. An diesen sind zu jeder Seite vier lanzettförmige „Blätter“ mit grüngelb-blauem Emaille auf der Vorderseite angelötet. Die Blätter werden auf jeder Seite von einem breiten, flachen Rahmen aus vergoldetem Silber.
Die Monstranz ist unter dem Fuß am Rand gestempelt: „S – eine Mondsichel – eine Krone – 925“ (s. Detailfoto).
Ein Ehepaar aus Wansen hatte vor der Flucht aus Schlesien mehrere Goldstücke in einem Spazierstock versteckt. Anlässlich ihrer Silberhochzeit übergab sie diese der Gemeinde für eine Monstranz. Das darüber hinaus fehlende Geld hat Pfarrer Herbert Mischkowsky persönlich gespendet. Beschreibung: Gesamtansicht der Vorderseite der Monstranz, s. Foto.
Aufnahme von der Rückseite der Monstranz. Die Oberflächen der vier lanzettförmigen Blätter zu jeder Seite des runden, sich nach oben stark verjüngenden Schaftes sind grüngelb-blau emailliert. Die aufklappbare Rückseite des runden Schaugefäßes, umschlossen von einem breiten, ovalen Rahmen mit glatt polierter Oberfläche, ist mit einem erhaben gearbeitetem, glatt polierten Kreuz besetzt.

#### Orgel

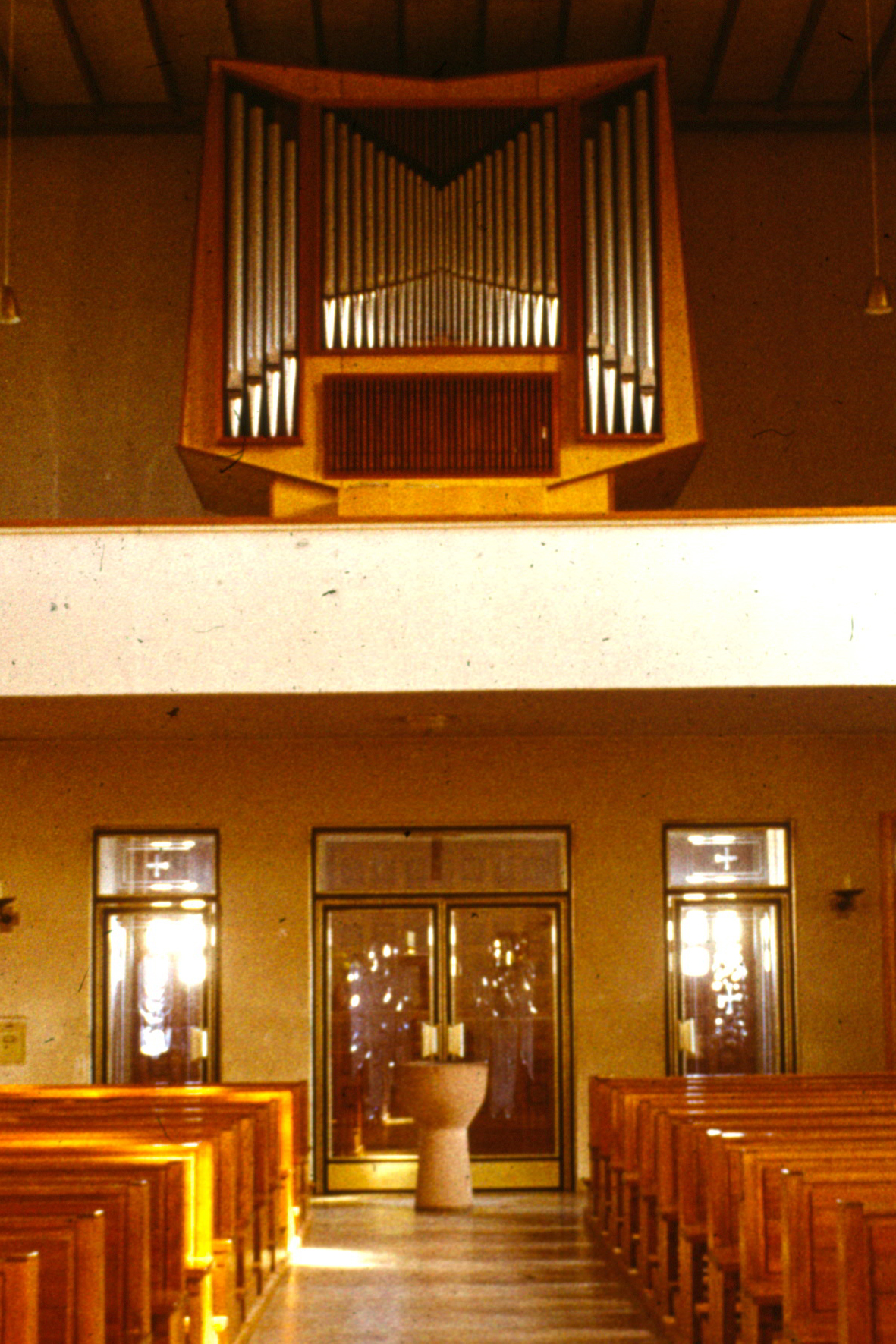
Blick auf die Speith-Orgel und die Glaszwischentüren

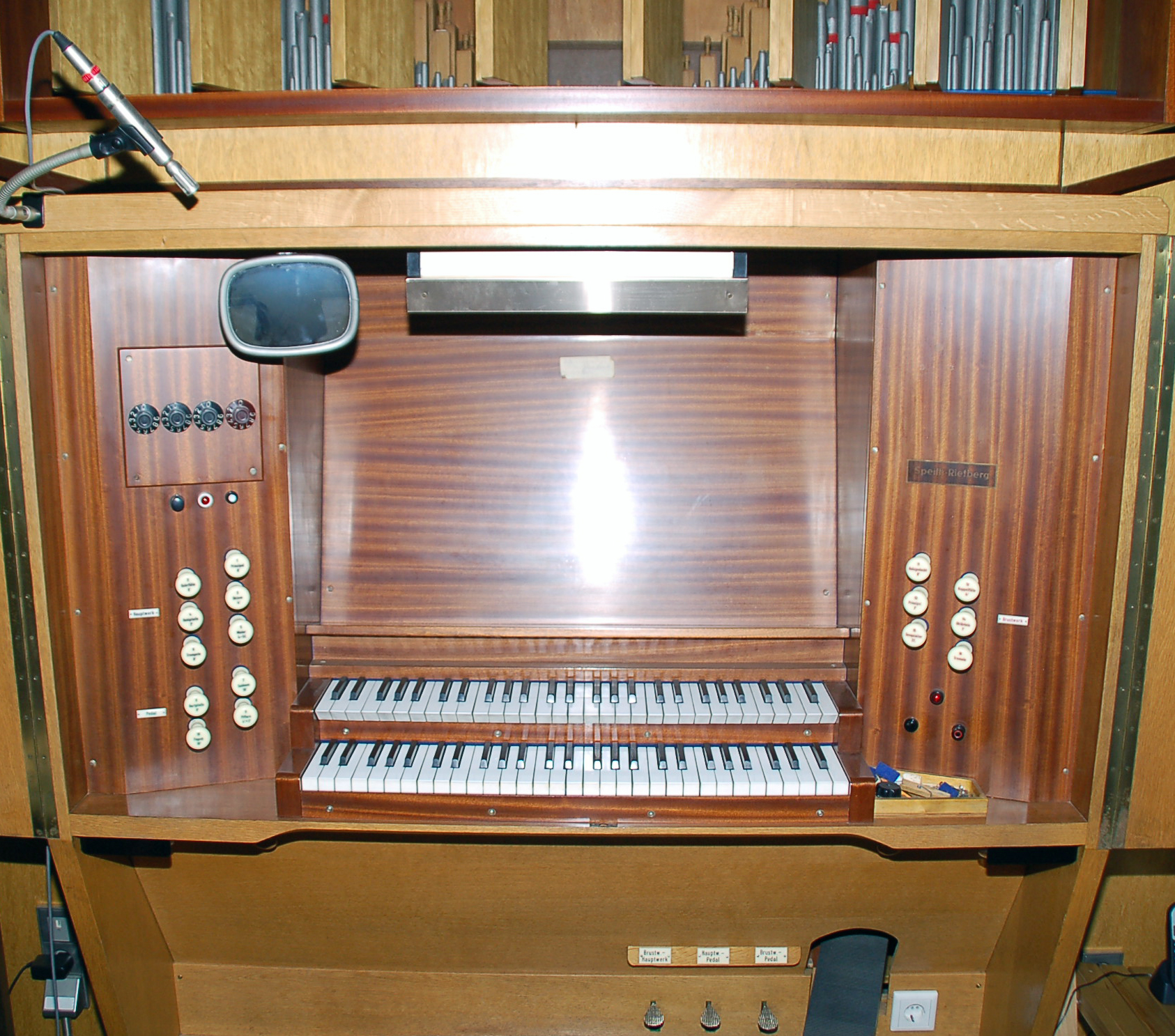
Spieltisch

Erbaut wurde die Orgel 1968 von der Firma Speith-Orgelbau aus Rietberg.
|    | I Hauptwerk C–g3 |    |  |
| 1. | Prinzipal        | 8′ |  |
| 2. | Rohrflöte        | 8′ |  |
| 3. | Oktave           | 4' |  |
| 4. | Hohlpfeife       | 2' |  |
| 5. | Mixtur IV-V      |    |  |
| 6. | Trompete         | 8′ |  |

|     | II Brustwerk C–g3 |    |  |
| 7.  | Holzgedackt       | 8′ |  |
| 8.  | Koppelflöte       | 4′ |  |
| 9.  | Prinzipal         | 2′ |  |
| 10. | Oktävlein         | 1' |  |
| 11. | Sesquialter II    |    |  |
|     | Tremulant         |    |  |

|     | Pedal C–f1 |       |  |
| 12. | Subbass    | 16′   |  |
| 13. | Bartpfeife | 8′    |  |
| 14. | Piffaro    | 4′+2' |  |
| 15. | Fagott     | 16′   |  |

- Koppeln: Normalkoppeln: II/I, I/P, II/P
- Schweller für Brustwerk
  - Schleifladen, mechanische Traktur

### Glocken
Die erste Glocke, die gleichzeitig mit dem Baubeginn der Hedwigskirche bei der Bochumer Gussstahlfabrik „Bochumer Verein“ bestellt wurde, ist durch den Dechanten Sunder am 1. Advent 1955 geweiht worden. Sie erhielt den Namen „St. Liborius“, es ist die kleinste der drei Glocken und auf „gis“ gestimmt. Das neue Jahr 1956 wurde zum ersten Mal von Hand eingeläutet. Bis zum 1. Advent 1966 wurde die Glocke manuell geläutet und dann wurde eine elektrische Läutemaschine eingebaut.
Um das Geläut zu vervollständigen, wurden 1968 zwei weitere Glocken bei der gleichen Glockengießerei bestellt. Der Glockenstuhl im Turm war bereits vorhanden und für drei Glocken eingerichtet. Es handelt sich um die Oktavglocken, gestimmt auf „dis“ und „fis“ (gis) mit den Durchmessern von 1425 und 1180 mm. (Durch das Verhältnis der Durchmesser zur Höhe wird die Klangfarbe empirisch festgelegt, wozu sehr viel Erfahrung gehört.) Bei der Festlegung der Tonhöhe der Glocken von St. Hedwig wurde streng darauf geachtet, dass diese mit den Glocken der evangelischen Kirche beim Läuten keine Disharmonie bilden.
Die Glocken sind nicht, wie vielleicht angenommen wird, aus Glockenbronze, sondern aus Stahlguss. Glockenbronze ist 6- bis 8-mal so teuer wie Stahlguss; jedoch ist kaum ein klanglicher Unterschied festzustellen, wenn der Glockenstuhl richtig präpariert ist. Deshalb ist der Glockenstuhl mit Gitterziegeln zugemauert. Der Schall der Glocken muss abgedämpft werden, damit deren Klangschönheit richtig zur Wirkung kommen kann.
Das Gewicht der Glocken liegt bei ca. 1730 kg, das Gewicht des Zubehörs (Klöppel, Eisenachsen mit Lager, Läutehebel und Gegengewicht) bei etwa 500 kg. Die Glockenweihe der zwei neuen Glocken erfolgte am 8. September 1968 durch den jetzigen Dechanten Wydra. Die große Glocke „dis“ erhielt den Namen St. Maria, die „fis“-Glocke den Namen St. Hedwig.

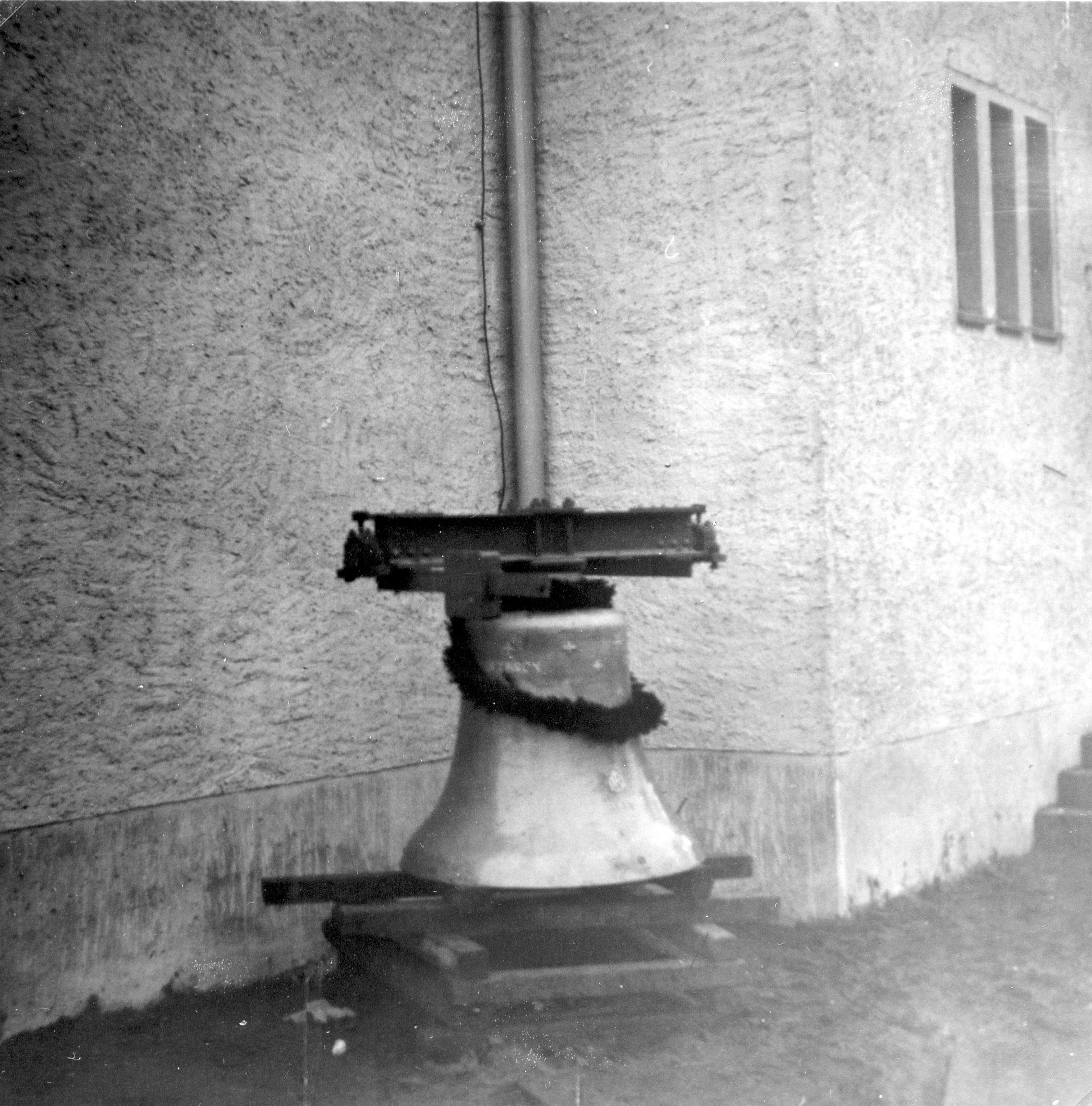
Glockenweihe 1956
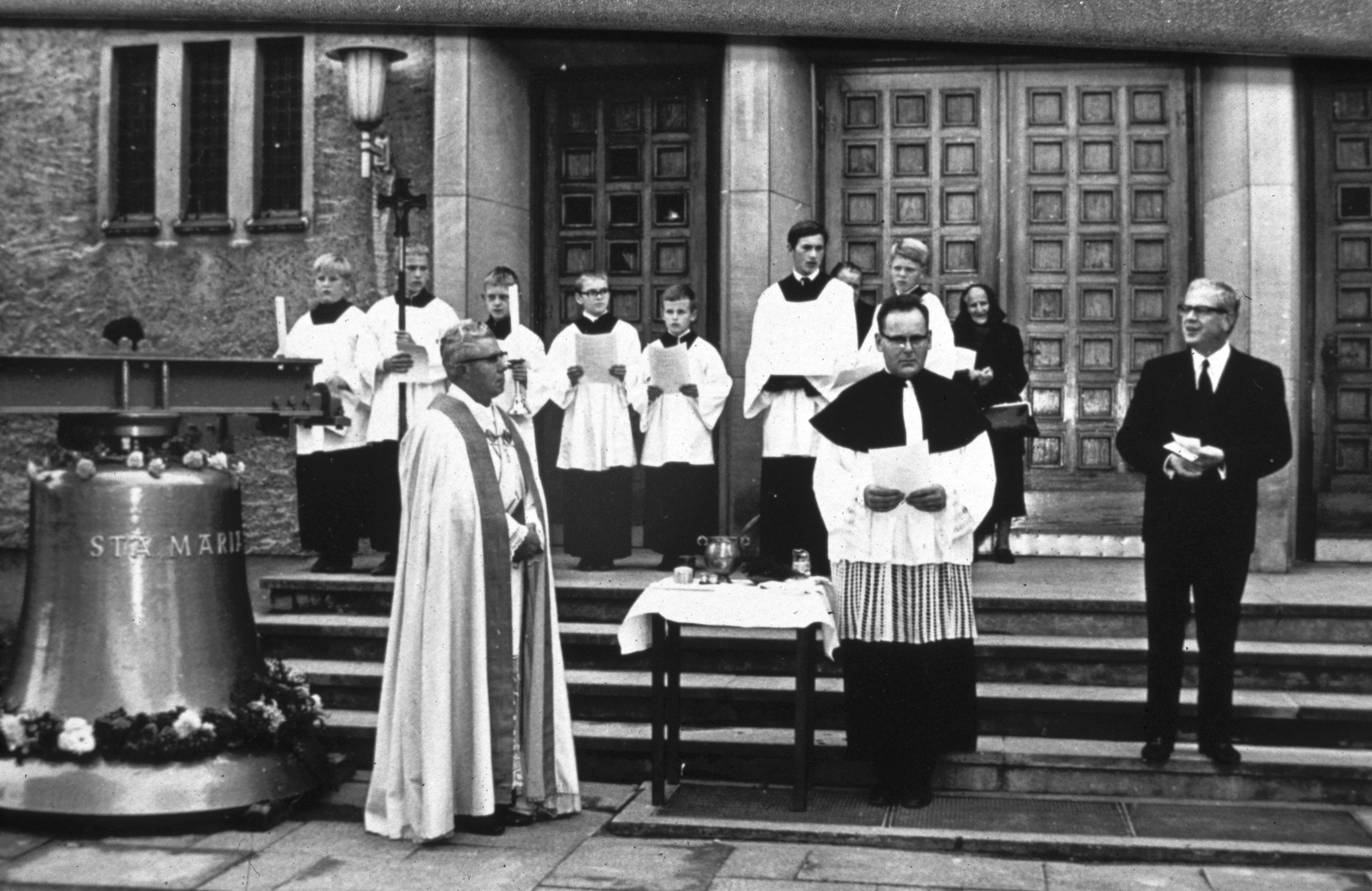
Glockenweihe 8. September 1968
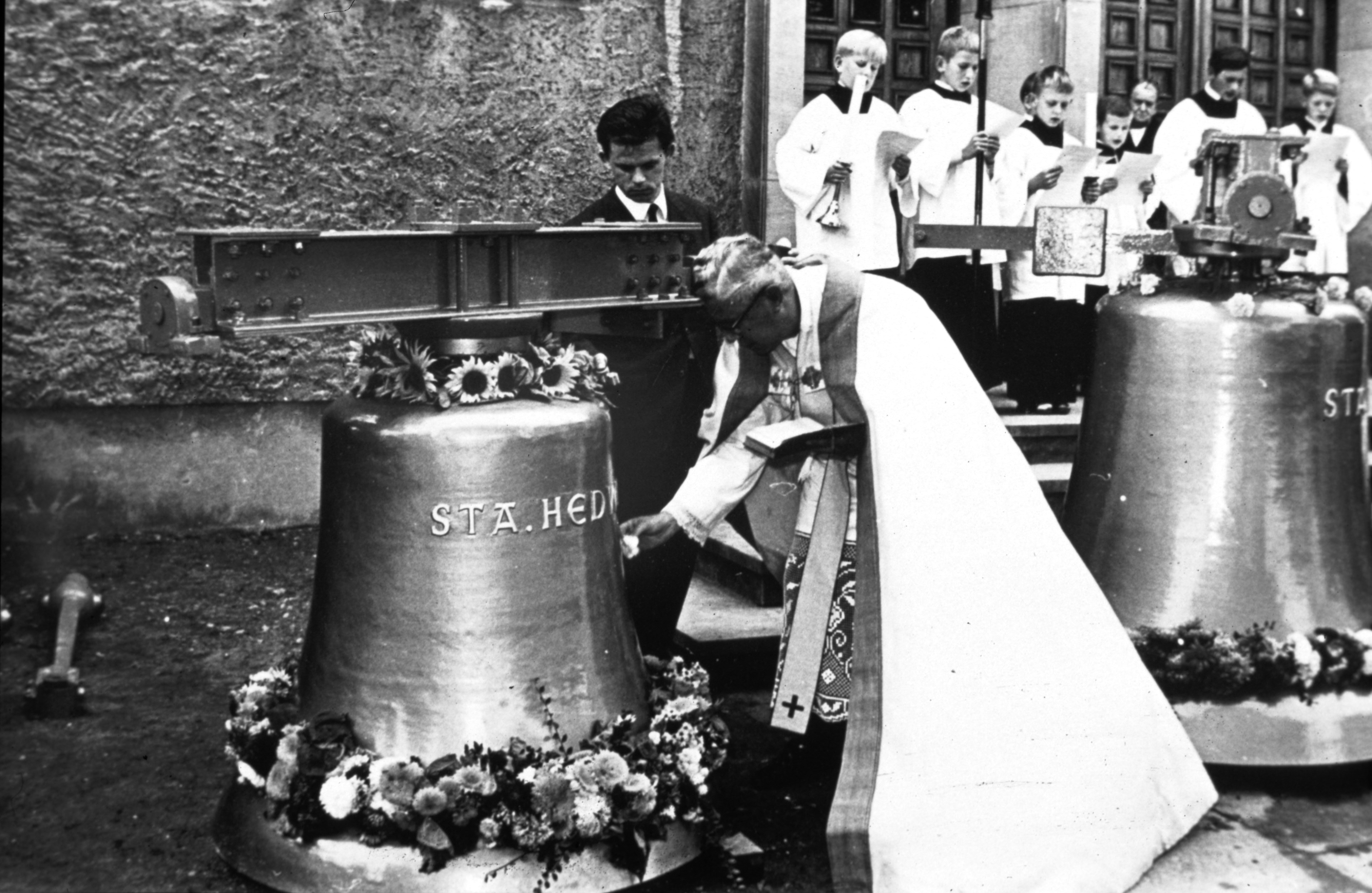
Glockenweihe 8. September 1968
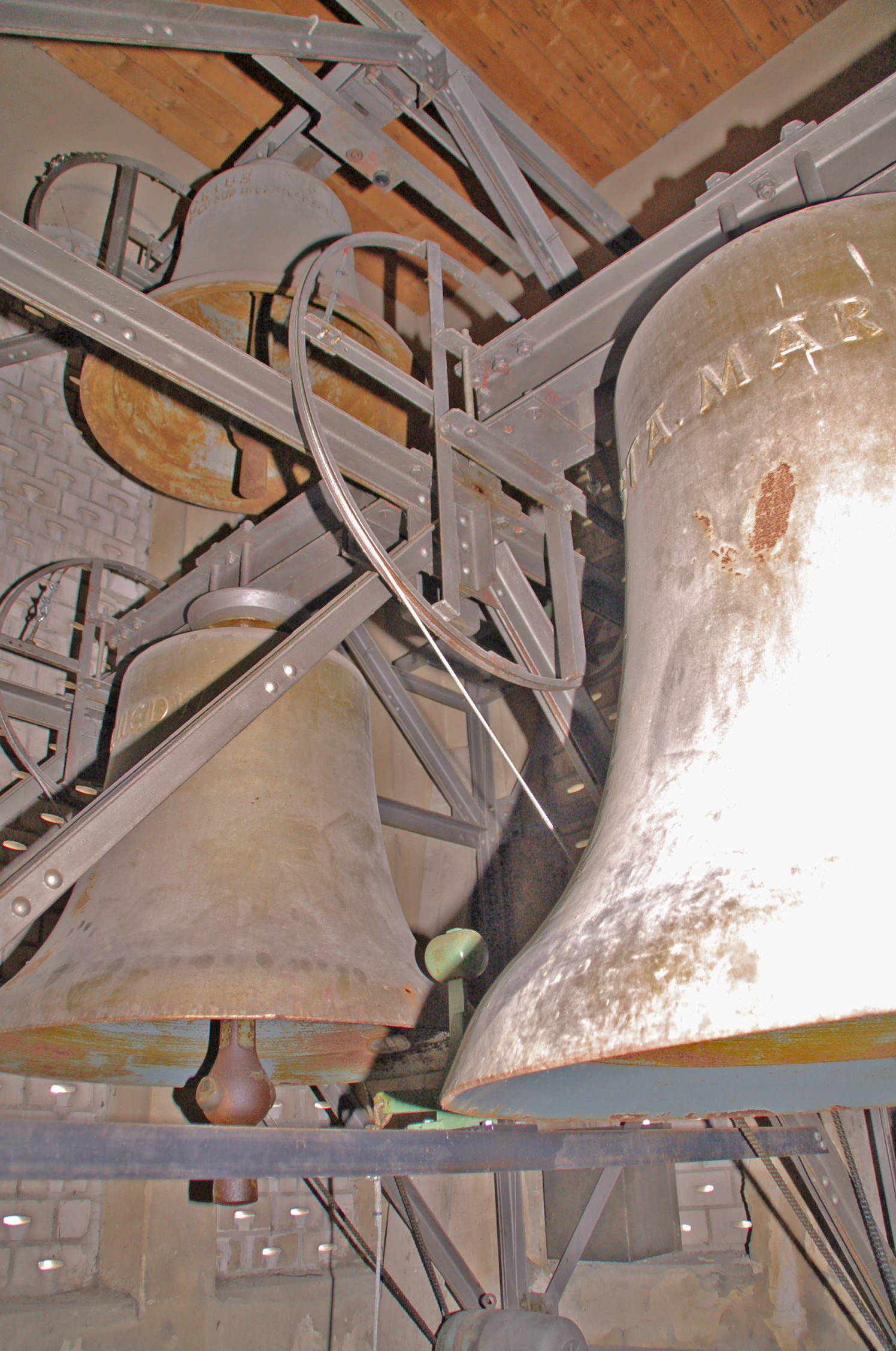
Im Glockenturm

### 1. Renovierung 1975

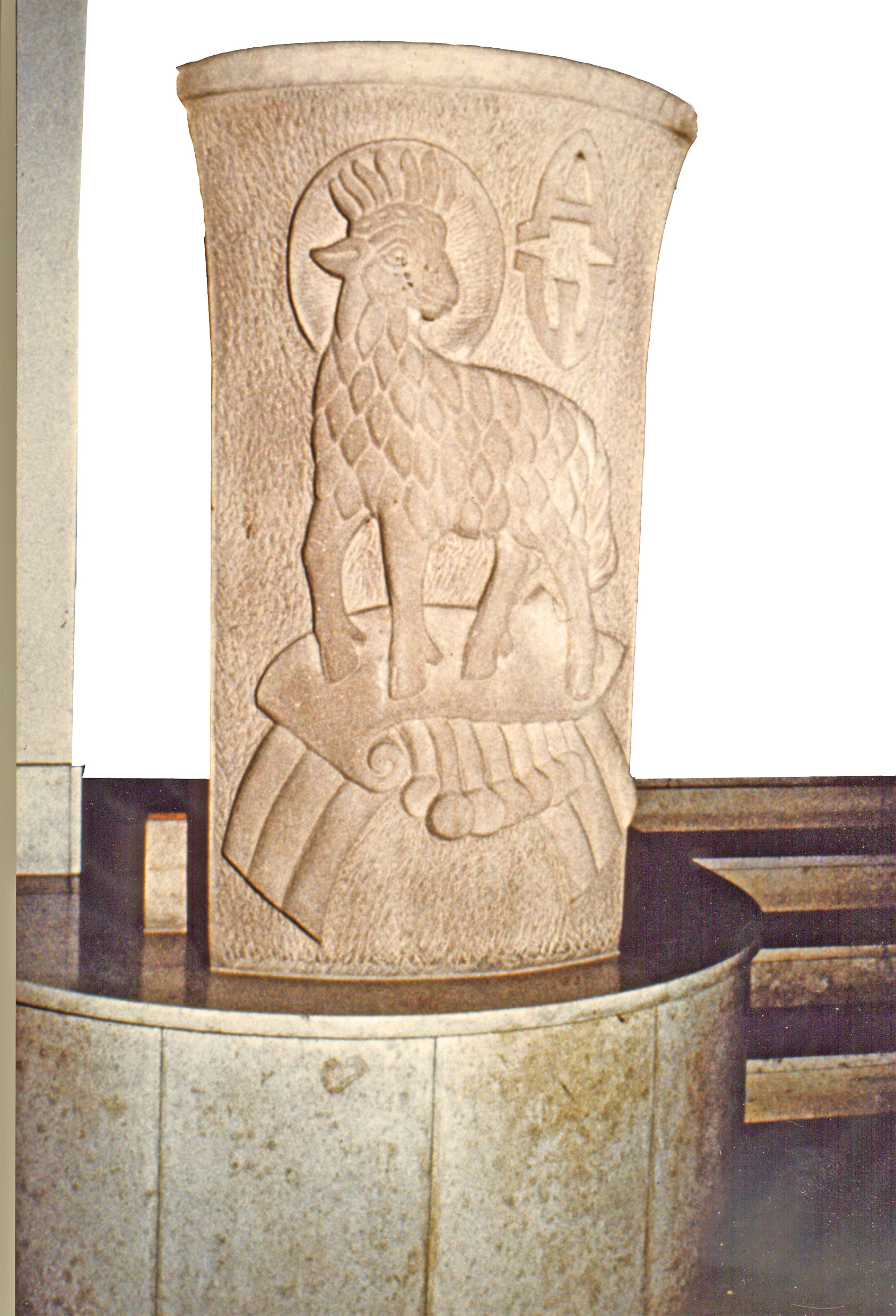
Ambo aus dem Jahr 1956

Die unter Pastor Georg Hermesmann veranlasste Renovierung brachte im Kirchenraum große Veränderungen mit sich.
- Die Sakramentsfenster im Altarraum (Abb. 10) und die Glastüren mit Engelmotiven (Abb. 9) wurden entfernt (Diese befinden sich im Süssmuth-Glasmuseum Immenhausen).
- Der Altar wurde verkleinert und die Evangelium-Figuren an dem Stipes des Altares zerstört.
- Ambo in der Höhe verändert
- Die Koksheizung wurde durch die Warmluftheizung ersetzt
- Der Altarraum wurde um eine Stufe erniedrigt.
- Das Kircheninnere wurde schlicht weiß gestrichen.
- Neuanschaffungen durch bzw. nach der Renovierung

#### Altarrückwand

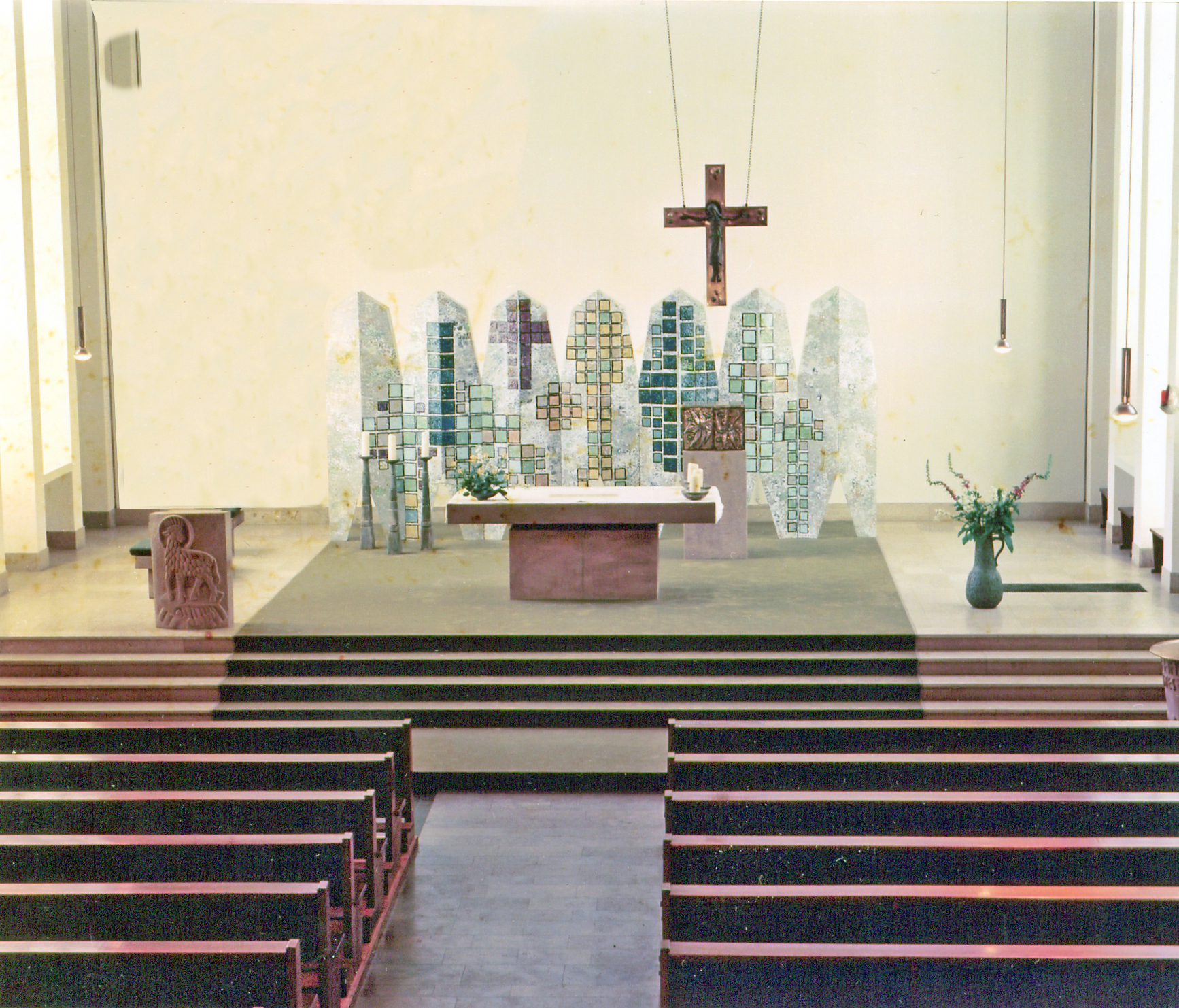
Altarraum nach der Renovierung

Die „Meditationswand“ in der Kirche wurde 1975 von dem Berliner Künstler Hans Beyermann geschaffen. Vierzehn Buntemaille Platten wurden zu dieser raumbeherrschenden „Meditationswand“ zusammengestellt, mit den verschiedenen Kreuzmotiven und in der Mitte in leuchtend gelben Farben der Lebensbaum. Sie lädt ein zur Meditation, zum Ansehen, zur Betrachtung, wobei man erfährt, dass eine geistige Kraft in uns frei wird, und zwar in Anlehnung an das Bild, die uns die Möglichkeit zum lebendigen Gebet eröffnet, weil durch die Meditation eine Ruhe in uns einströmt, die den Raum des Gebetes in uns erschafft. Denn erst die Ruhe und Befreiung von der Hektik des Alltags ist die eigentliche Vorbedingung zum Sprechen mit Gott, der uns nahe sein will. Jeder Gottesdienst, jedes Verweilen auch außerhalb des Gottesdienstes in der Kirche, sollte diese Nähe zu Gott in uns gewähren. Denn aus der Kraft der Nähe zu Gott erst vermögen wir unser Leben zu leben (schreibt Pfarrer Hermesmann in der Festzeitschrift 1977).

(Nach der 2. Renovierung wurde der kath. Kirchengemeinde in Lwów Ukraine die Altarrückwand, der Tabernakel und kirchliche Einrichtungen von St. Elisabeth 2008 geschenkt.)

#### Piéta
Die Pietä, auch Vesperbild genannt, ist die Darstellung Mariens mit ihrem toten Sohn auf dem Schoß, am Abend des Karfreitags. Die Statue von Josef Rikus ist das Inbild tiefsten menschlichen Schmerzes, zugleich auch ein Bild himmlischer Tröstung.
Der Leichnam Jesu liegt im Schoß Marias wie aufgebahrt. Christus und Maria werden fast eine Gestalt. Maria, die Mutter, wird gleichsam zum Thron für den Gekreuzigten, der durch seinen Tod die Welt erlöst hat.
Maria sitzt frontal dem Betrachter zugewandt auf einer Bank. Der über die Ellenbogen ausgebreitete, faltenlos zum Boden fallende Mantel bildet den Rahmen der Figur. Der Kopf ist waagerecht, das Gesicht glatt und ebenmäßig. Augen und Mund sind geschlossen. Die Haare hängen glatt bis auf die Schultern herab.
Auf ihrem Schoß liegt mit angewinkelten Beinen Christus. Die Gliedmaßen sind kantig, Finger und Zehen nicht ausgearbeitet. Rippen und Schultern treten knochig hervor. Einen gewissen Kontrast zum hageren Körper bildet das ovale, glatte Gesicht mit der langen, schmalen Nasen und den geschlossenen Augen.

#### Skulptur Maria

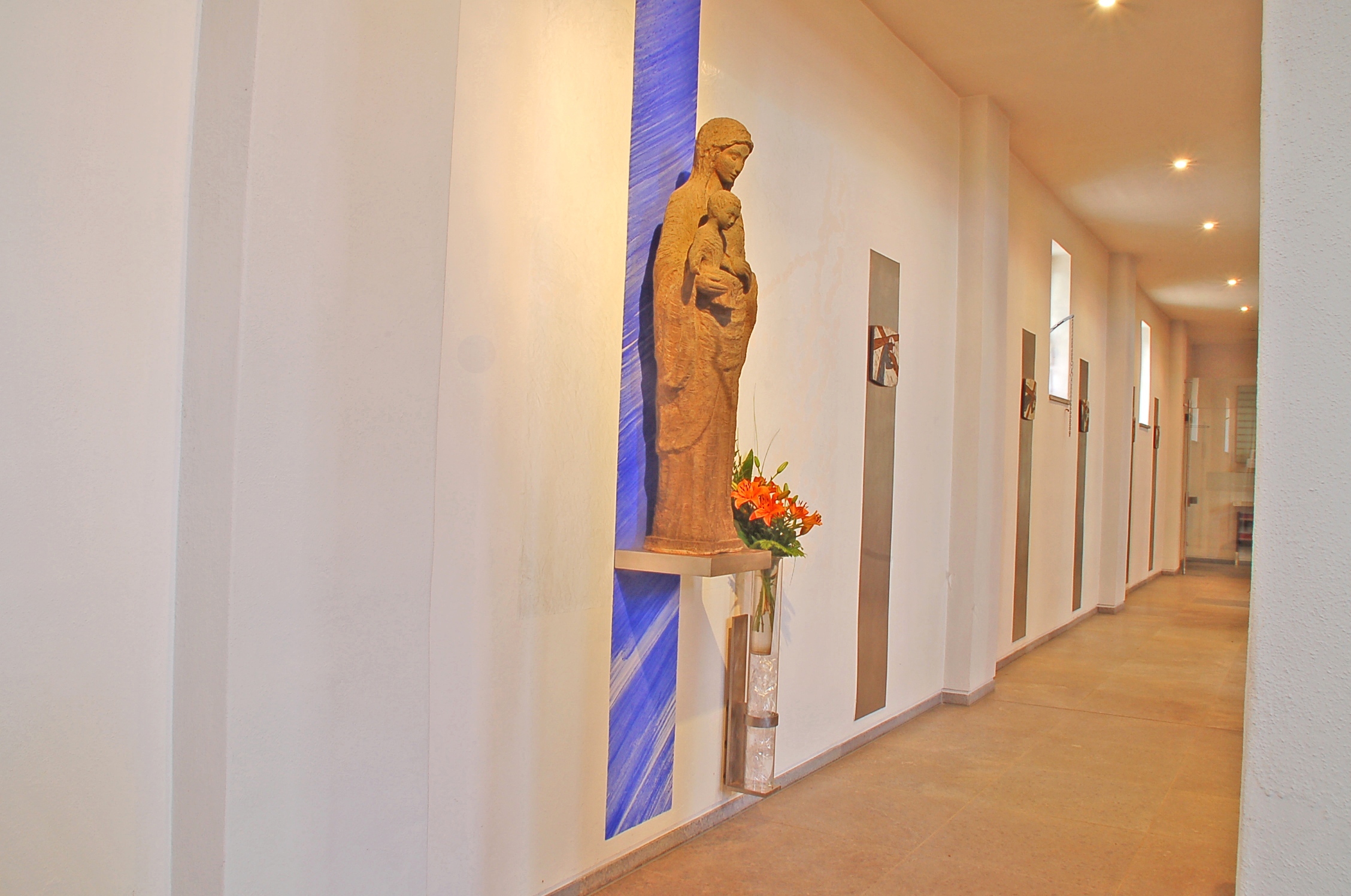
Madonnenstatur fand einen neuen Standort 2003

- Material: Roter Ton, braun lasiert.
- Maße: H.: 124 cm B.: 43 cm
- Kern: hohl.
- Datierung: 1975
- Meister Schwester Agape Thielen Herstelle

Maria steht, frontal dem Betrachter zugewandt auf einer rechteckigen Bodenplatte mit Die Figur steht auf einer in der Wand verankerten horizontalen Edelstahlplatte abgerundeten Ecken. Sie ist in einen bodenlangen, die Figur umhüllenden Mantel und ein langes Kleid, das vor der Brust zahlreiche horizontale Parallelfalten aufwirft, gekleidet. Das Haupt umhüllt ein Schleier. Auf ihrem rechten angewinkelten Arm trägt sie das sitzende Kind, das ebenfalls dem Betrachter zugewandt ist.
Das Kind hält in der linken Hand einen Apfel, nach dem Maria mit ihrer linken Hand fasst.
Die Gesichter von Maria und Christkind sind ebenmäßig und typisiert. Charakteristische ist die gerade lange Nase und die mandelförmigen, nicht vollständig ausgearbeiteten Augen.
Die Figur ist nicht signiert. Künstlerin, Provenienz und Datierung lt. Festschrift.
Die Figur wird seit der letzten Restaurierung von einem blauen vertikalen Streifen hinterfangen, der an der Nordwand des Mittelschiffs fortgesetzt ist.

#### Kreuzweg
- Darstellung: 6. Station
- Material: Roter Ton, farbig lasiert
- Maße: H.: 27 cm, B.: 33 cm, T.: 2 cm
- Datierung: 1975
- Provenienz bez. Abtei Herstelle

Querrechteckige: Tafel mit gerundeten Ecken und leicht geschweiften Seiten. Auf der Rückseite befindet sich ein ovaler Stempel, überfangen von einer Kugel mit Kreuz und Nennung der Provenienz „Herstelle“ (in Versalien). Die Umrisse der Figuren sind in den Ton eingeritzt. Die Rillen sind braun lasiert. Die Darstellung ist sowohl hinsichtlich der Anzahl der Personen und Objekte als auch bei den Personen selbst auf das Wesentlichste beschränkt: Die Gewänder sind glatt, selten durch wenige gerade Parallelfalten gegliedert. Die Köpfe sind typisiert: Die ovalen Gesichter werden von den geraden, langenNasen beherrscht. Nasenwurzel und Augenbrauen bilden eine Einheit. Die Augen sind mandelförmig. Der Hintergrund ist weiß lasiert. Die Gewänder der agierenden Personen sind in Grün-,Blau- und Grautönen gehalten. Christus trägt ein blaues Gewand.

### Krypta

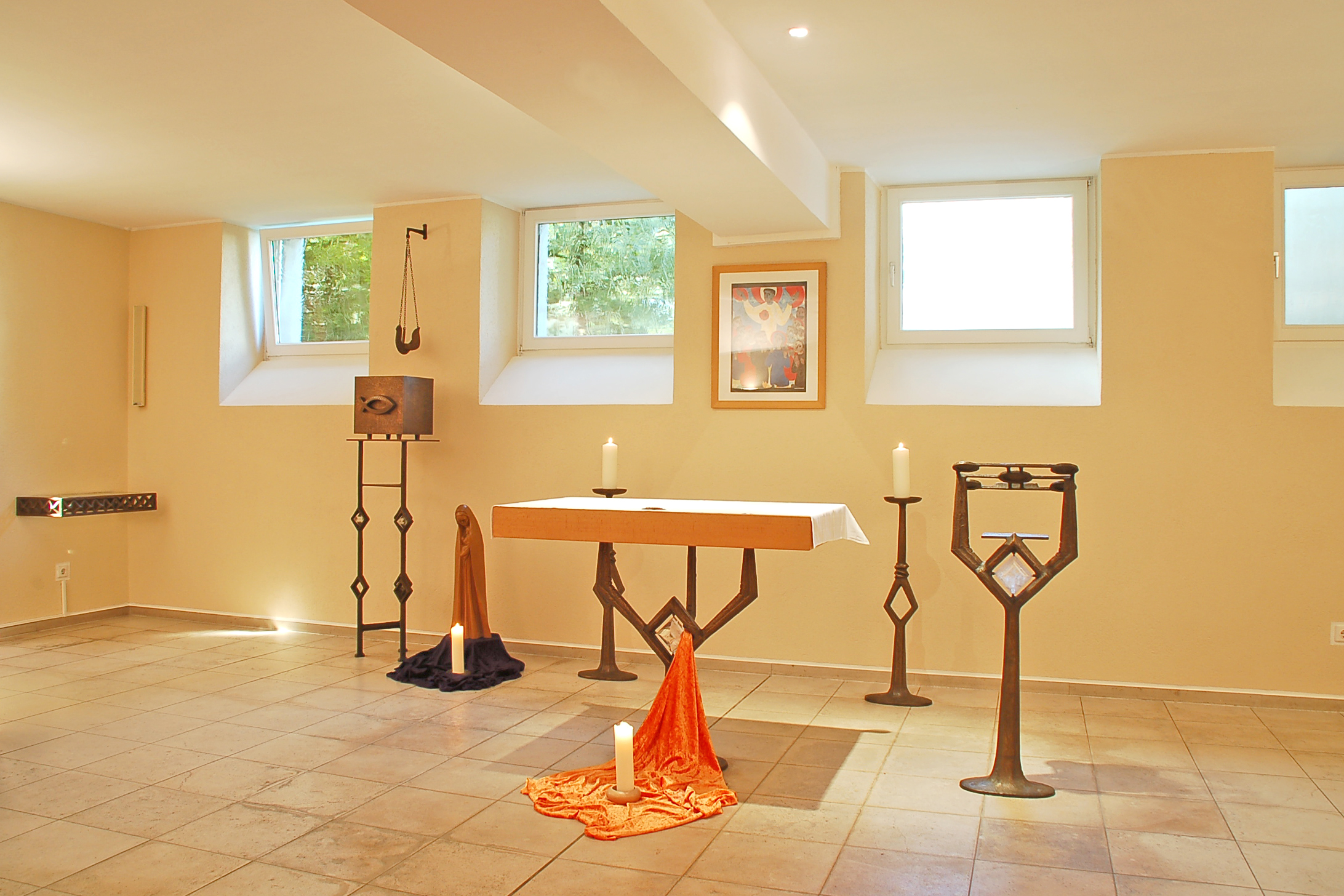
Krypta unter dem Altar

Nach Fertigstellung des Bischof-Meinwerk-Hauses am 27. Mai 1985 wurde der Architekt Wolfgang Krause beauftragt, die Krypta zu planen und den Umbau zu leiten. Ein seitlicher Eingang vom Kirchenraum zur Krypta musste erstellt werden. Altar, Ambo, Tabernakel, Kredenztisch und Ewig Licht wurden von Cassau, Paderborn, entworfen. Zum vierzigjährigen Kirchweihjubiläum erhielt die St.-Hedwig-Gemeinde nach fast vierjähriger Bauzeit eine Krypta, die am Sonntag, dem 20. Oktober 1996 eingeweiht werden konnte.

### 2. Renovierung 2003
Durch den KV-Beschluss vom 3. September 1998, Antrag auf Anerkennung des Baubedarfs für die Renovierung der St.-Hedwig-Kirche an das EGV in Pdb. wurde der Architekt Wolfgang Krause mit der Bauleitung beauftragt. Die künstlerische Gestaltung wurde Herrn Tobias Kammerer, Rottweil übertragen. Thema der Renovierung: „Mehr Farbe in den Kirchenraum“. Der KV war und ist überzeugt, dass die Verschmelzung der alten Bausubstanz und die Erhaltung der wesentlichen sakralen Gestände sich mit der Ausmalung der Kirche gut ergänzen.
Pfarrer Gerhard Pietzonka stellte dem Maler und Glaskünstler die Aufgabe, das Wandaquarell im Altarraum unter das Motiv „Auferstehung“ zu stellen.

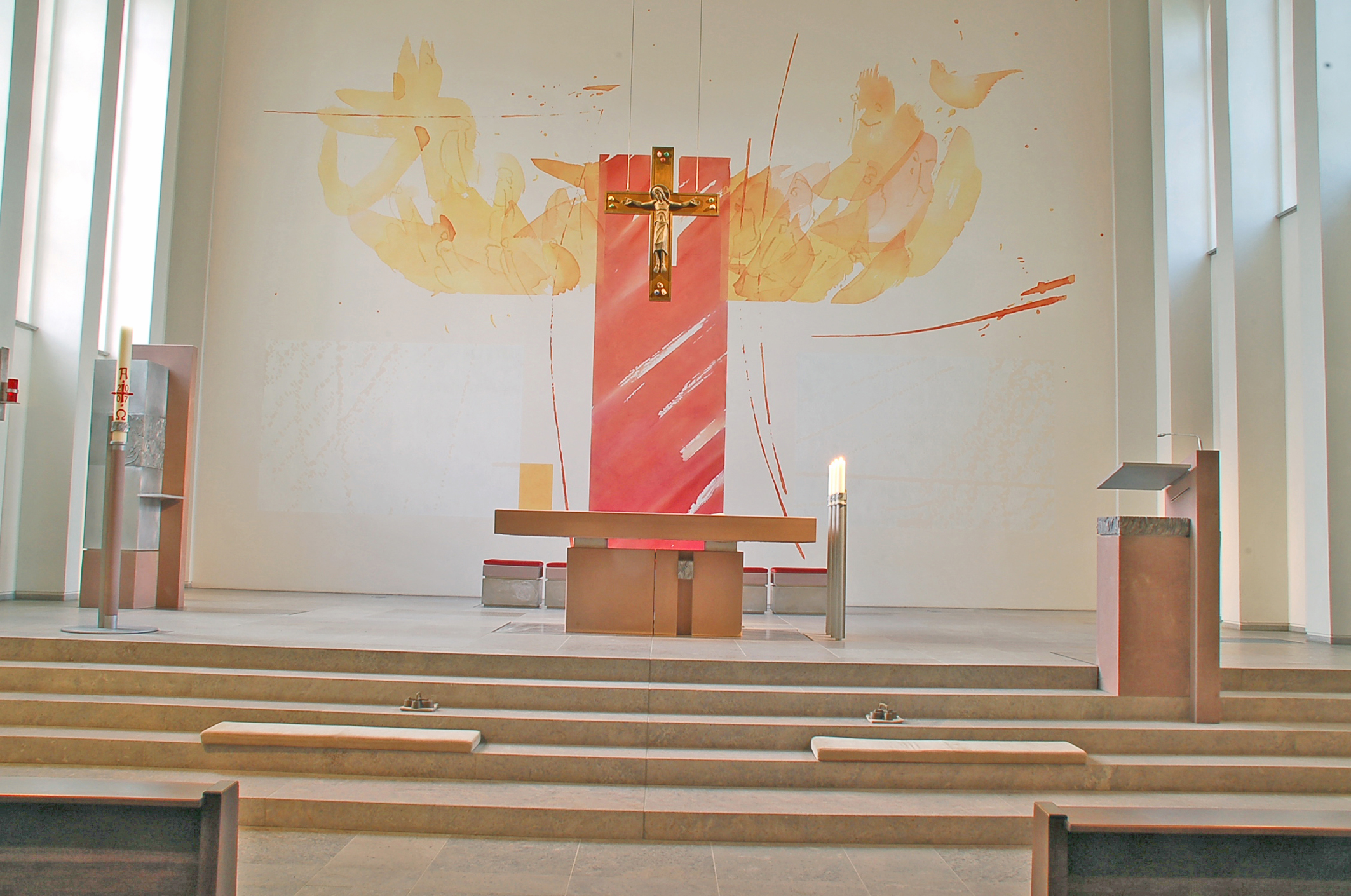
Altarraum

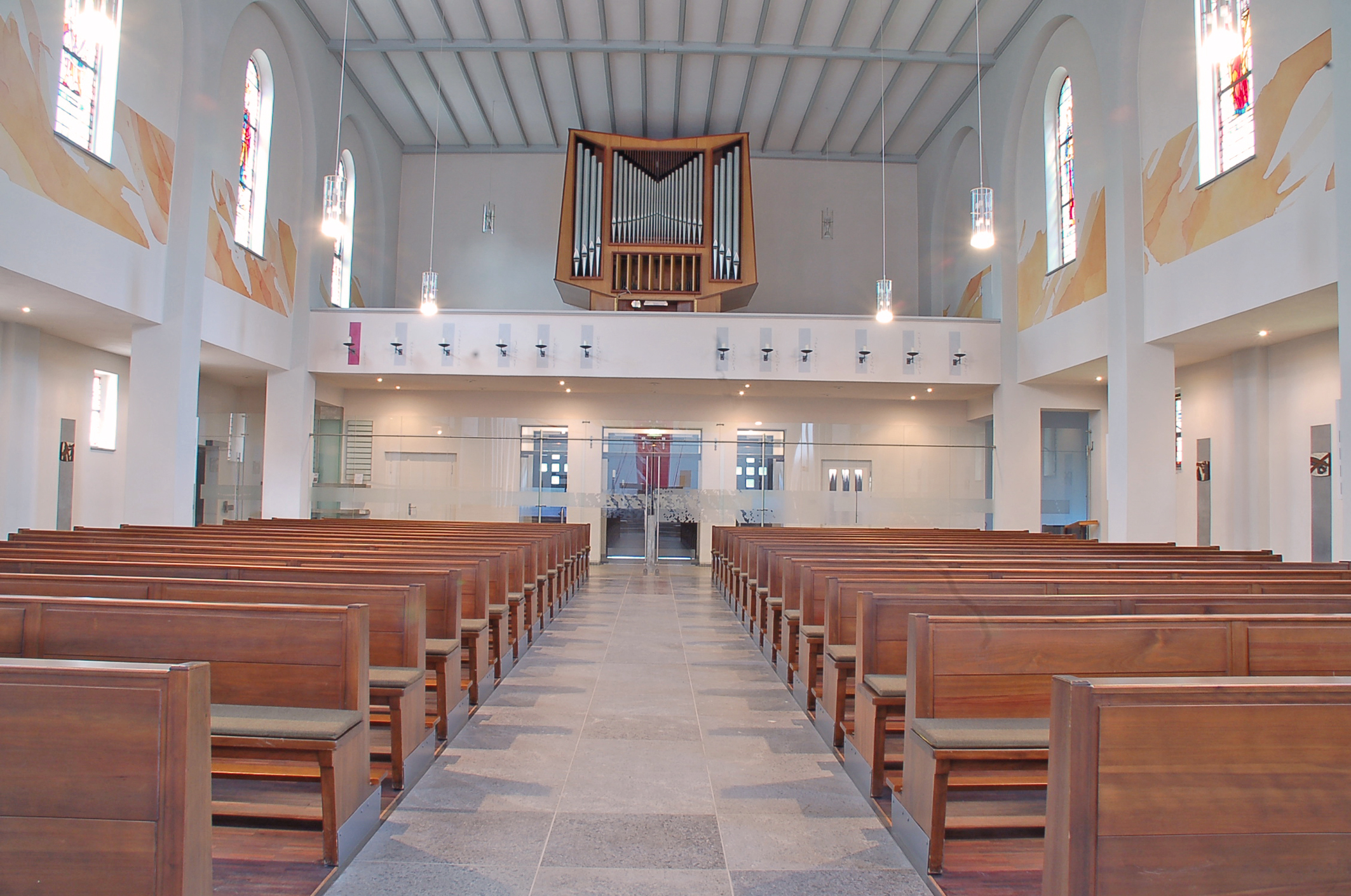
Orgelempore mit den Apostelleuchtern

Die Grundidee war hier den Kirchenraum durch die Wandgestaltung ganzheitlicher erscheinen zu lassen. Die Farbgebung des Raumes orientiert sich an warmen Farbtönen, so entsteht ein warmer, harmonischer Raumeindruck. Insgesamt sollen die verschiedenen Ausstattungsstücke durch die Farbgebung gefasst und zusammengefügt werden, um wieder in Beziehung zum Raum zu treten. Damit wird spürbar, dass sie ein Teil der Architektur sind, und keine im Raum planierten Einzelstücke. Insbesondere soll die Wandgestaltung im Schiff für die bestehenden Fenster einen Rahmen bilden, die im jetzigen Zustand hart auf dem grauen, tristen Grund stehen. Durch die warmen lichten Ocker- und Rottöne soll ein harmonischer und fließender Übergang entstehen.

#### Wandmalerei im Chorraum
Das Kruzifix, das im Chorraum hängt, soll durch die Wandmalerei optisch in das Gesamtbild integriert werden. Die Wandmalerei beschreibt die Auferstehung. Als Ausdruck des Ostergeschehens leuchtet darum hinter dem Kreuz das himmlische Empyreum, der göttliche Feuerhimmel auf. Engel bevölkern die leuchtend gelbe Fläche. Sie sind Symbol und Boten des Lichtes, das sie durchstrahlt. Die Farbigkeit erscheint als leuchtendes Goldgelb, das sich an den inneren, dem Kreuz zugewandten Seiten zu Purpur entwickelt. Der Purpur kann nur unter Lichteinwirkung entstehen und ist zudem absolut lichtecht. Darum gilt er auch als Lichtsymbol und Farbe der Ewigkeit. So ersteht ein Brückenschlag zwischen dem Kreuz, als Symbol des Leidens und Sterbens Christi, und der Wandmalerei, mit dem Hinweis der Auferstehung.

#### Venezianische Glättetechnik in St. Hedwig
In Anlehnung an antike Traditionen gilt die Glättetechnik als eine der edelsten Oberflächengestaltungen. Durch mehrere auf- und nebeneinander gelegte Spachtelschichtungen ergibt sich eine porzellanglatte Fläche. Die Ausführung kann mit mineralischer (Stuccolustro) oder Dispersionsspachtelmassen geschehen. Sie verleiht Flächen Würde und Festlichkeit durch das Wechselspiel von Lichtreflexionen, mit tiefer liegenden Farbschichten und Spiegelungen an der Oberfläche.
An drei Stellen in der Kirche wird dieses Verfahren angewandt: im linken und rechten unteren Bereich des Altarbildes und im rechten Seitenschiff an der Mariensäule.
Durch die an den Wänden des Mittelschiffs horizontale, unregelmäßige Bänder in Gelbtönen wurden die Kirchenfenster besonders betont.
An den Wänden der Seitenschiffe befinden sich die Kreuzwegstationen (s. Abb. 13). Diese sind an flachen Edelstahlstelen, die mit Silberfolie bezogen wurden, aufgehängt. Die Stele der ersten Station (ganz links) ist wie die der Kreuzigung mit schwarzer Folie bezogen. Die Stele hinter der Grablegung ist mit Goldfolie verkleidet.
Unter dem Taufbecken, dem Altar, dem Ambo, dem Tabernakel und den Sedilien wurde eine Edelstahlplatte in den Fußboden eingelassen, um diese Orte im Altarraum besonders hervorzuheben und ihren Standort klar zu definieren. Unterstützt wird dieses auch durch die jeweiligen Schattenfugen von 20 mm zwischen den Edelplatten und den Fußbodenplatten. Die sakralen Gegenstände bekommen so einen schwebender, aus dem Boden kommender Ausdruck.

## Pastorale Betreuung in St. Hedwig
Seit der Wiedererrichtung der katholischen Kirchengemeinde Heepen am 1. Februar 1952 und deren Erhebung zur Pfarrei am 1. Juli 1983 oblag die Seelsorge folgenden Geistlichen:
| 1952–1967               | Pfarrer Herbert Mischkowsky |
| 1968–1983               | Pfarrer Georg Hermesmann    |
| 1983–2007               | Pfarrer Gerhard Pietzonka   |
| 11.2007 – 11.2012       | Pfarrer Achim Babel         |
| seit 01.07.2013         | Pfarrer Bernhard Brackhane  |
| 05.07.2014 – 30.06.2019 | Vikar Christof Graf         |